# Bombardamenti atomici di Hiroshima e Nagasaki
I bombardamenti atomici di Hiroshima e Nagasaki furono due attacchi nucleari attuati dagli Stati Uniti d'America contro il Giappone, rispettivamente il 6 e il 9 agosto 1945, sul finire della seconda guerra mondiale.
La mattina del 6 agosto 1945, alle ore 8:15, l'aeronautica militare statunitense sganciò la bomba atomica Little Boy sulla città di Hiroshima, cui fece seguito, tre giorni dopo, lo sgancio della bomba atomica Fat Man su Nagasaki; le due missioni causarono in totale un numero di vittime dirette stimato fra le 150 000 e le 220 000 persone, quasi esclusivamente civili.
Per la gravità dei danni causati, diretti e indiretti, e per le implicazioni etiche a essi correlate, si è trattato del primo e unico utilizzo in guerra di tali armi. Ciò nonostante, nel secondo dopoguerra lo sviluppo tecnico delle bombe atomiche non si è fermato e ha anzi registrato una forte impennata, portando alla produzione di testate nucleari sempre più sofisticate; durante la guerra fredda in particolare, più volte le contingenze politico-economiche internazionali si sono avvicinate pericolosamente a un nuovo impiego di queste armi.

## Contesto storico

### Ricerca scientifica sull'atomo e applicazioni militari
Dopo l'esperimento di diffusione nucleare di particelle alfa, portato a termine con successo nel 1919 da Ernest Rutherford, la ricerca scientifica nell'ambito della fisica nucleare si era progressivamente sviluppata grazie al contributo di scienziati di fama mondiale come Niels Bohr, Werner Heisenberg, James Chadwick ed Enrico Fermi. Essi presentarono le nuove teorie della fisica quantistica, identificarono il neutrone ma soprattutto scoprirono che il bombardamento dell'atomo con neutroni produceva isotopi di nuovi elementi.
Sulla base di calcoli teorici basati sulla formula E=mc² di Albert Einstein, la frantumazione dell'atomo sembrava poter liberare una enorme quantità di energia. Nel 1938 Otto Hahn e Fritz Strassmann definirono il fenomeno della fissione nucleare mentre altri due ricercatori, Lise Meitner e Otto Frisch, scoprirono che l'uranio era un elemento instabile particolarmente idoneo per la frantumazione con conseguente liberazione di energia. Fu tuttavia merito soprattutto di Leó Szilárd se si giunse alla concezione della cosiddetta reazione a catena, la possibilità cioè di un elemento di frantumarsi sotto il bombardamento di neutroni con l'emissione di un numero superiore di particelle a loro volta capaci di assaltare altri nuclei atomici prolungando in questo modo il processo di fissione. Szilárd comprese le paurose implicazioni pratiche nel campo militare di queste scoperte e per primo, nello stesso 1938, mise in guardia contro il pericolo di una divulgazione incontrollata di notizie scientifiche che avrebbero potuto avvantaggiare militarmente potenze aggressive come la Germania nazista.

### Situazione strategica nel Pacifico
Il ruolo dei bombardamenti nella resa dell'Impero giapponese, così come gli effetti e le giustificazioni, sono stati oggetto di innumerevoli dibattiti: negli Stati Uniti prevale l'opinione secondo cui essi sono serviti ad accorciare il conflitto di parecchi mesi risparmiando le vite dei soldati (sia alleati che giapponesi) e dei civili, destinati a perire nelle operazioni di terra e d'aria nella prevista invasione del Giappone. In Giappone l'opinione pubblica tende invece a sostenere come i bombardamenti siano stati dei veri e propri crimini di guerra perpetrati per accelerare il processo di resa del governo militare giapponese. Altri sostengono che non potessero essere giustificati solo da una vittoria sul fronte giapponese (ormai vicino alla resa), ma che fossero una dimostrazione di potenza verso quello che si profilava come il nuovo nemico, ovvero l'Unione Sovietica. Infine alcuni aggiungono alle motivazioni quella di testare la potenza dell'ordigno (costato miliardi di dollari) su una città: ciò spiegherebbe l'utilizzo di diverse tipologie di bomba durante i due bombardamenti. Universalmente condivisa è comunque la presa di coscienza della gravità dell'evento, che non è più stato replicato.
Il mese precedente al bombardamento, la conquista di Okinawa aveva causato la morte di 150 000 civili e militari giapponesi e la perdita di circa 70 000 soldati statunitensi e aveva offerto una base ideale per la conquista del Giappone da parte degli USA. Tuttavia, gli Alleati temevano perdite tre o anche quattro volte superiori dato l'acceso patriottismo dei soldati giapponesi, crescente a mano a mano che arretravano verso la madrepatria.

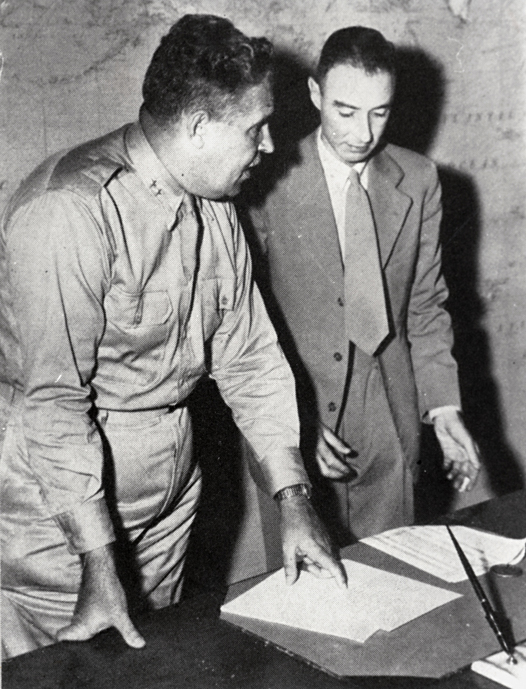
Robert Oppenheimer e Leslie Groves, i responsabili del "Progetto Manhattan"

Gli Stati Uniti, con l'assistenza militare e scientifica del Regno Unito e del Canada, erano già riusciti a costruire e provare una bomba atomica nel corso del Progetto Manhattan, un progetto scientifico-militare teso a costruire l'ordigno atomico prima che gli scienziati impegnati nel programma nucleare tedesco riuscissero a completare i propri studi per dare a Hitler un'arma di distruzione di massa. Il primo test nucleare, nome in codice "Trinity", si svolse il 16 luglio 1945 ad Alamogordo, nel Nuovo Messico. Una bomba di prova, denominata "The Gadget" fu fatta esplodere con successo. I lanci su Hiroshima e Nagasaki furono quindi la seconda e terza detonazione della storia delle armi nucleari.

### Le decisioni politico-strategiche degli Stati Uniti
Il nuovo presidente degli Stati Uniti Harry Truman, succeduto al presidente Roosevelt che, malato da tempo, era morto il 12 aprile 1945, era stato informato per la prima volta del programma atomico dal ministro della Guerra Stimson, che aveva genericamente fatto riferimento ad "un progetto immenso" in corso di realizzazione per la produzione di un nuovo esplosivo dalla "potenza quasi incredibile". Il giorno seguente James F. Byrnes, il responsabile del programma di produzione bellica degli Stati Uniti, aveva a sua volta avvicinato il nuovo presidente annunciando con enfasi che era in fase di avanzata preparazione una nuova arma "capace di distruggere il mondo intero".

Il presidente degli Stati Uniti Harry Truman (a destra) insieme al nuovo segretario di Stato James F. Byrnes in viaggio, a bordo dell'incrociatore Augusta, per prendere parte alla Conferenza di Potsdam

Truman tuttavia venne informato dettagliatamente sul programma atomico statunitense solo il 25 aprile 1945 nel corso di un lungo colloquio con Stimson il quale, dopo i primi contrasti insorti tra il nuovo presidente e i massimi dirigenti sovietici riguardo alla situazione in Europa e ai programmi di ricostruzione dopo la fine della guerra, ritenne essenziale mettere al corrente il nuovo capo della Casa Bianca di un progetto che appariva in grado di esercitare un'influenza decisiva non solo per l'esito del conflitto con il Giappone ma anche "per i nostri attuali rapporti con l'estero". Stimson riferì a Truman che stava per essere completata "l'arma più terribile che mai si sia vista nella storia umana" illustrando anche i due tipi di bomba in costruzione, una "tipo cannone" (la bomba all'uranio), e una "a implosione" (quella al plutonio) e disse che un primo esperimento avrebbe potuto essere condotto prima di agosto.
Nel corso dell'incontro Truman e Stimson non discussero dell'opportunità di impiegare la nuova arma e in pratica si "dette per scontato che la bomba sarebbe stata usata". Il ministro della Guerra disse che si prevedeva di impiegare l'arma contro il Giappone e che un gruppo aereo speciale stava per essere inviato nel teatro del Pacifico. Tuttavia, l'argomento di discussione più importante presentato da Stimson riguardò le implicazioni di politica internazionale: la bomba, secondo lui, "avrebbe certamente influito in maniera decisiva" sui rapporti con gli altri paesi. Stimson quindi consigliava al presidente di attendere prima di prendere decisioni definitive riguardo all'Europa e all'Estremo Oriente: entro breve tempo gli Stati Uniti avrebbero avuto "in mano più carte di ora" e "il segreto avrebbe avuto un peso determinante" su tutte le questioni in sospeso.
Le valutazioni di Stimson erano condivise dal nuovo segretario di Stato Byrnes, il quale disse a Truman che la nuova bomba avrebbe potuto "far impressione alla Russia" e rendere possibile agli Stati Uniti di "imporre le nostre condizioni alla fine della guerra". Truman, sostanzialmente in sintonia con le opinioni dei suoi consiglieri, e deciso fin dall'assunzione della sua carica a modificare la politica del suo predecessore nei confronti dell'Unione Sovietica, assumendo una posizione più rigida nei negoziati in corso sulla situazione in Europa orientale, costituì il cosiddetto Interim Committee all'inizio di maggio, per proseguire lo sviluppo del programma atomico statunitense e pianificare l'impiego operativo della nuova arma. Esso era formato dai ministri Stimson e Byrnes e dai due massimi responsabili della ricerca scientifica, Bush e Conant.
Affiancato da un comitato consultivo formato dai massimi esperti del mondo scientifico (tra cui Oppenheimer, Compton, Fermi e Lawrence) lo Interim Committee concluse il suo lavoro con la riunione del 31 maggio in cui venne completata la relazione finale da presentare al presidente. Secondo le testimonianze dei partecipanti, il comitato ritenne fin dall'inizio che fosse già scontato che la bomba sarebbe stata utilizzata. Sembra inoltre che essi non fossero molto informati sulle implicazioni di politica internazionale dell'impiego di una simile arma né sulla situazione reale del Giappone e su possibili opzioni alternative per affrettare la sua resa. Le discussioni si concentrarono soprattutto sui dettagli operativi per ottenere il massimo effetto strategico e psicologico dall'impiego della bomba. Nella relazione finale ebbero parte determinanti le valutazioni di Byrnes e Stimson. Stimson affermò che "La via migliore era colpire all'improvviso una grande città"; si parlò anche di colpire un obiettivo militare circondato "da case di lavoratori". Byrnes in conclusione ritenne che fosse necessario sviluppare la nuova arma per garantire la superiorità degli Stati Uniti e che la bomba andasse impiegata senza indugio contro il Giappone senza darne alcun preavviso per impressionare e sconvolgere il nemico.
Il 1º giugno 1945 Byrnes presentò le conclusioni raggiunte dall'Interim Committee al Presidente Truman che era già sostanzialmente convinto del fatto che "l'arma doveva essere usata". Truman quindi concordò con la relazione del comitato precisando che la bomba avrebbe dovuto essere sganciata "il più vicino possibile a un centro di produzione bellica".
Nelle sue intenzioni dichiarate il bombardamento doveva determinare una risoluzione rapida della guerra, infliggendo una distruzione totale e infondendo quindi nel governo giapponese il timore di ulteriore distruzione: questo sarebbe stato sufficiente per determinare la resa dell'Impero giapponese.
La notizia del riuscito esperimento di Alamogordo suscitò entusiasmo ed emozione nella dirigenza politica delle potenze anglosassoni; Churchill giunse enfaticamente a parlare di "Secondo Avvento...appena in tempo per salvare il Mondo", mentre il ministro della Guerra americano Stimson considerò la bomba atomica una "carta vincente" ed un "equilibratore" della situazione di potere internazionale. Il segretario di Stato James F. Byrnes apparve ancor più ottimista: egli ritenne che i sovietici certamente non avrebbero potuto sviluppare in tempi brevi una simile arma e che sarebbe stato possibile per gli Stati Uniti intraprendere una "diplomazia atomica" nei confronti dei russi che a suo parere "erano sensibili solo alla potenza".
Il 26 luglio 1945 Truman e gli altri capi di Stato alleati stabilirono, nella dichiarazione di Potsdam, i termini per la resa giapponese. Il giorno seguente i giornali giapponesi riportarono la dichiarazione, il cui testo venne diffuso anche radiofonicamente in tutto l'impero del Sol Levante, ma il governo militare la respinse. Il segreto della bomba atomica era ancora custodito e la sua esistenza non venne minimamente accennata nella dichiarazione.

## La scelta degli obiettivi

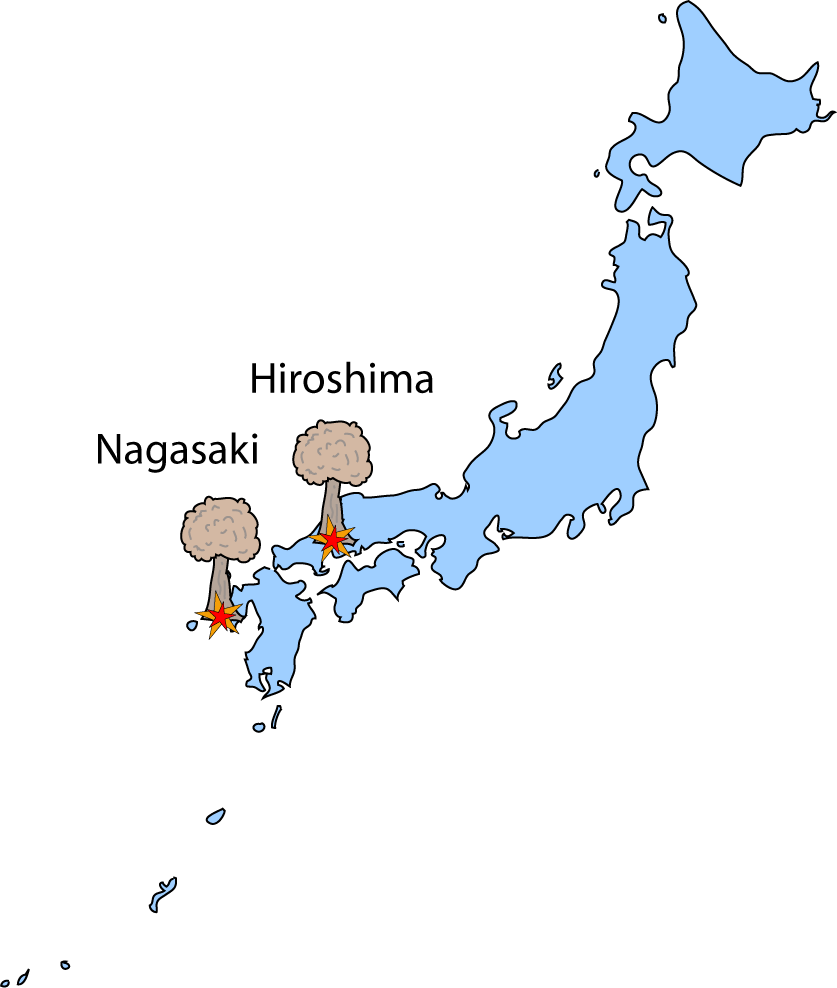
La dislocazione delle due città

Nel corso di una riunione negli Stati Uniti nel maggio del 1945 vennero suggeriti come obiettivi le città di Kyoto, Hiroshima, Yokohama, Kokura e Nagasaki oppure gli arsenali militari. Nel corso della riunione si decise di non utilizzare la bomba atomica esclusivamente su un obiettivo militare, per evitare di mancarlo, rischiando quindi di "sprecare" la bomba. Nella decisione finale dovevano essere tenuti in maggior conto gli effetti psicologici che l'utilizzo della bomba atomica doveva avere sul governo giapponese. Inoltre era opinione diffusa che la nuova bomba dovesse avere un effetto sufficientemente spettacolare affinché fosse riconosciuta a livello mondiale. Alla fine la scelta cadde su Kyōto che, essendo un noto centro intellettuale giapponese, fu in seguito risparmiata e sostituita con Kokura, Nagasaki e Hiroshima, ospitante un importante deposito dell'esercito.
Il bombardamento sulle due città del Giappone non fu né la prima volta in cui gli Alleati bombardarono città delle potenze dell'Asse, né la prima volta in cui tali bombardamenti causarono numerose perdite di civili. In Germania il sistematico bombardamento delle città tedesche causò centinaia di migliaia di vittime, culminando con il bombardamento di Dresda che causò la morte di 35 000 persone e la distruzione di una delle maggiori città d'arte tedesche. Stessa sorte toccò all'Italia che vide pesantemente bombardati i maggiori centri industriali e portuali di tutta la penisola con enormi devastazioni e decessi umani.
Il bombardamento di Tokyo del marzo del 1945 causò più di 100 000 vittime e danni enormi in termini urbani e architettonici. Nell'agosto del 1945 altre sessanta città giapponesi vennero pesantemente bombardate e tra le più colpite, oltre a Tokyo, ci fu senza dubbio Kōbe.

### Hiroshima durante la guerra
Nel 1945 Hiroshima era una città di grande importanza militare e industriale e nei suoi pressi erano presenti alcune basi militari, come il quartier generale della Quinta Divisione e quello del maresciallo Shunroku Hata, secondo quartier generale dell'esercito a cui faceva capo l'intero sistema difensivo del Giappone meridionale. Hiroshima era una base minore, dedita al rifornimento e all'appoggio per le forze armate. La città era soprattutto un centro per le comunicazioni, per lo stoccaggio delle merci e un punto di smistamento delle truppe: per questo motivo fu deliberatamente tenuta fuori dalle rotte dei bombardieri, proprio per permettere lo studio degli effetti di una bomba atomica in un ambiente ideale.
La priorità per lo sgancio della bomba fu infine data proprio a Hiroshima dopo la segnalazione che essa era l'unico tra gli obiettivi che non avesse al suo interno e nei dintorni campi per i prigionieri di guerra. Il centro della città ospitava una grande quantità di edifici di cemento armato e alcune strutture più leggere. In periferia l'area era congestionata da una miriade di piccole strutture di legno, usate come botteghe per lavorare, posizionate tra una casa e l'altra. Alcuni stabilimenti industriali si estendevano non lontano dal limite periferico della città. Le case erano di legno, con soffitti leggeri, e molti edifici industriali avevano a loro volta pareti a incastro di legno.
Il centro cittadino si estendeva sul delta del fiume Ōta, un'area pianeggiante attraversata da sette rami del fiume, sui quali vi erano numerosi ponti. L'antico castello-fortezza del sedicesimo secolo, situato immediatamente a nord del quartiere commerciale, ospitava nei suoi seminterrati alcune strutture logistiche militari. La città nella sua interezza era potenzialmente ad altissimo rischio d'incendio. La popolazione di Hiroshima aveva raggiunto un picco di 381 000 abitanti prima della guerra, ma prima del bombardamento atomico la popolazione era rapidamente diminuita a causa di un'evacuazione generale ordinata dal governo giapponese, tanto che il 6 agosto si contavano circa 255 000 abitanti. Si calcola questa cifra sulla base dei dati mantenuti per l'approvvigionamento della popolazione (che era razionato) mentre le stime sugli operai e sui soldati presenti in città al momento del bombardamento sono, di fatto, poco accurate.

### Nagasaki durante la guerra

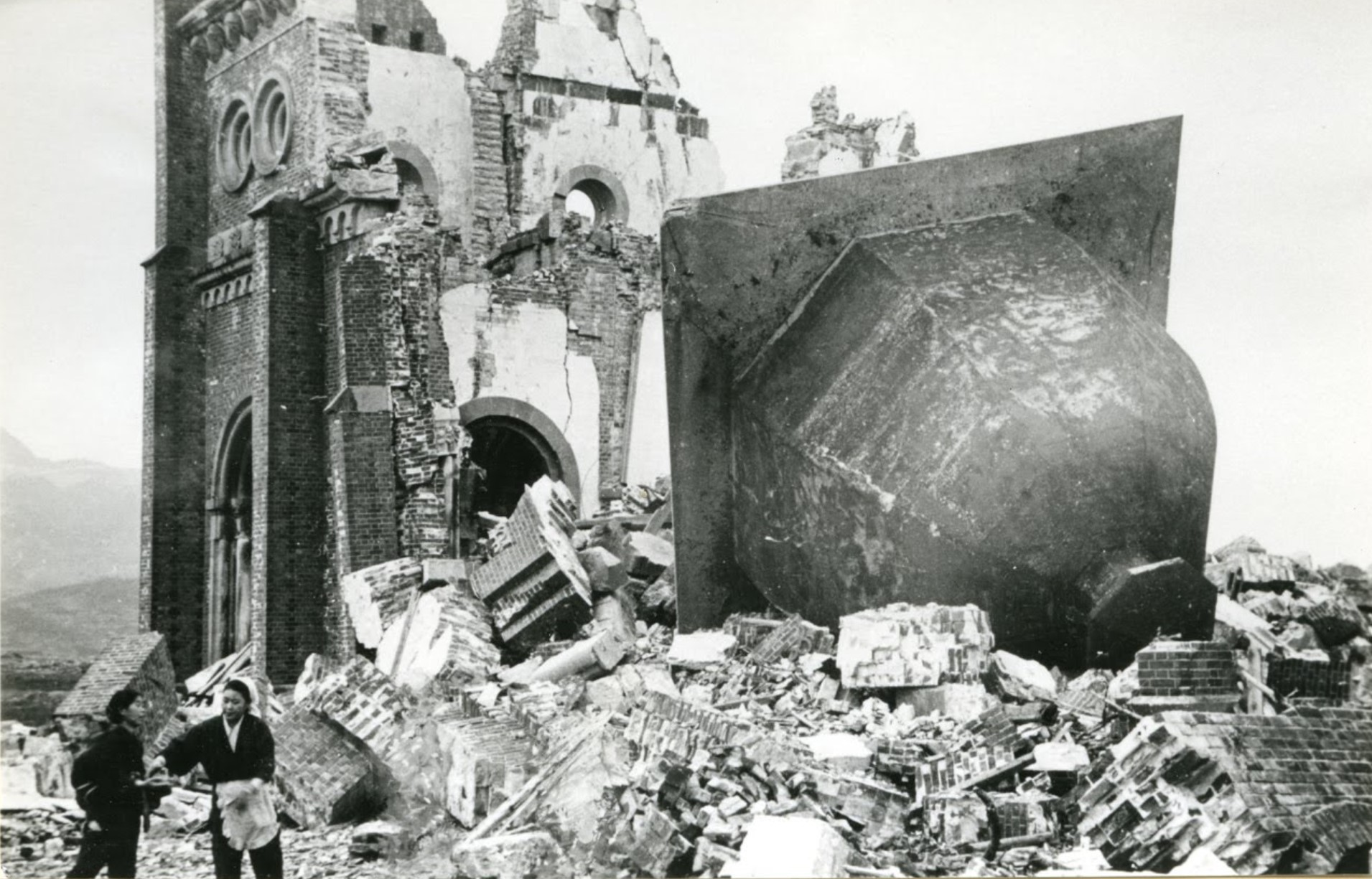
Urakami Tenshudo, cattedrale cattolica di Nagasaki, distrutta dalla bomba atomica e con la cupola rovesciata

La città di Nagasaki era uno dei maggiori porti del Giappone meridionale, di grande importanza bellica a causa delle sue diversificate attività industriali, che spaziavano nella produzione di munizioni, navi, equipaggiamenti militari e altri materiali bellici. Contrariamente alla Nagasaki moderna, all'epoca la gran parte delle abitazioni era costruita con una struttura in legno o anche interamente in legno e carta, con i tetti in ceramica.
Molte delle piccole industrie e dei vari stabilimenti ospitavano nelle vicinanze alloggi in legno per gli operai, quindi facilmente infiammabili e non in grado di sostenere l'esplosione di bombe convenzionali, e ancor meno armi nucleari. La città inoltre si era sviluppata senza piano regolatore, come consuetudine del modello urbano nipponico, cosicché le case molto spesso erano adiacenti ai fabbricati industriali. Nagasaki ospitava in particolare alcuni impianti industriali di grandi dimensioni appartenenti al gruppo Mitsubishi, tra cui una acciaieria e una grande fabbrica di armamenti e munizioni, e un cantiere navale.
Fino allo sgancio della bomba atomica Nagasaki non era mai stata sottoposta a bombardamenti su larga scala, anche se il 1º agosto 1945 un certo numero di bombe ad alto potenziale era stato sganciato sulla città (più precisamente sui cantieri navali e sul porto, nella parte meridionale) e sulla fabbrica d'acciaio e d'armi Mitsubishi, mentre sei bombe caddero sull'ospedale e scuola medica di Nagasaki e altre tre nelle sue immediate vicinanze. Anche se i danni procurati da questo bombardamento furono assai modesti, suscitarono comunque la preoccupazione della popolazione e molti decisero di abbandonare la città per rifugiarsi in campagna, riducendo in tal modo il numero di abitanti presenti al momento dell'attacco nucleare.
Per ironia della sorte, la città di Nagasaki era una delle più ostili al governo militare e al fascismo giapponese, sia per la tradizione socialista, ancor viva malgrado le forti persecuzioni degli anni trenta, sia perché ospitava la più grande e antica comunità cristiana (soprattutto cattolica) giapponese, tradizionalmente ben disposta verso gli stranieri in generale e gli occidentali in particolare. Inoltre nel cantiere navale di Nagasaki veniva praticato il lavoro coatto di prigionieri coreani, mentre nella fabbrica di armi lavoravano cittadini in mobilitazione forzata, tra cui molte ragazze adolescenti. I cittadini giapponesi mobilitati come operai ricevevano pieno stipendio e svolgevano orari normali, ma era proibita loro la formazione di sindacati. A nord di Nagasaki erano inoltre presenti campi per prigionieri di guerra britannici, impegnati a lavorare nelle miniere a cielo aperto di carbone: alcune fonti parlano di otto prigionieri morti a seguito dello sgancio della bomba nucleare a Nagasaki.
La topografia della città di Nagasaki è complessa: a causa del terreno montuoso, che forma un restringimento intorno alla vallata, si possono infatti distinguere due diverse aree di espansione urbana, una meridionale e una settentrionale. La prima era quella situata sulla baia portuale, che ospitava le attività più centrali e con la più alta densità residenziale, mentre l'area settentrionale più interna, il quartiere chiamato Urakami, era quella dove si trovavano le industrie più grandi, la ferrovia e le maggiori infrastrutture, come pure i parchi cittadini e la cattedrale cattolica. La bomba fu sganciata al centro di questo quartiere, che fu completamente distrutto. La parte meridionale sul porto, invece, subì relativamente pochi danni, in quanto i monti Insayama e Kompira, situati tra questa e il quartiere interno, fecero da schermo all'esplosione proteggendo gran parte di quest'area.

## I bombardamenti

### Processo decisionale finale
Dopo l'incontro di martedì mattina 24 luglio 1945 tra Truman e Stalin, in cui il presidente aveva misteriosamente riferito al dittatore sovietico dell'esistenza nell'arsenale degli Stati Uniti di un'arma di "inusuale potenza distruttiva", nel pomeriggio dello stesso giorno, a Washington, il generale Groves compilò la direttiva formale di autorizzazione all'impiego della nuova bomba. La direttiva venne trasmessa con una comunicazione in codice al capo di stato maggiore generale George Marshall che si trovava a Potsdam insieme al presidente. Il ministro della Guerra e il capo di stato maggiore approvarono la direttiva del generale Groves; il documento venne quindi visionato da Truman che a sua volta diede il suo consenso. Il testo ufficiale peraltro non reca una approvazione scritta esplicita del presidente.
Il 25 luglio la direttiva venne inviata dal generale Thomas T. Handy, facente funzione al Pentagono di capo di stato maggiore in assenza del generale Marshall, alla suprema autorità delle forze aeree strategiche statunitensi nel teatro del Pacifico, il generale Carl Spaatz; nel documento si ordinava che il 509º Gruppo aereo misto avrebbe dovuto sganciare la "prima bomba speciale" in un giorno, successivo al 3 agosto, scelto in relazioni alle condizioni meteorologiche. Nel documento si indicavano quattro possibili obiettivi, Hiroshima, Kokura, Niigata e Nagasaki, e si precisava che "altre bombe" sarebbero state sganciate successivamente non "appena a disposizione". La direttiva infine sottolineava il carattere di estrema segretezza dell'operazione e riservava direttamente al ministero della Guerra e al presidente degli Stati Uniti, l'autorità per divulgare qualsiasi informazione "riguardante l'uso dell'arma contro il Giappone".

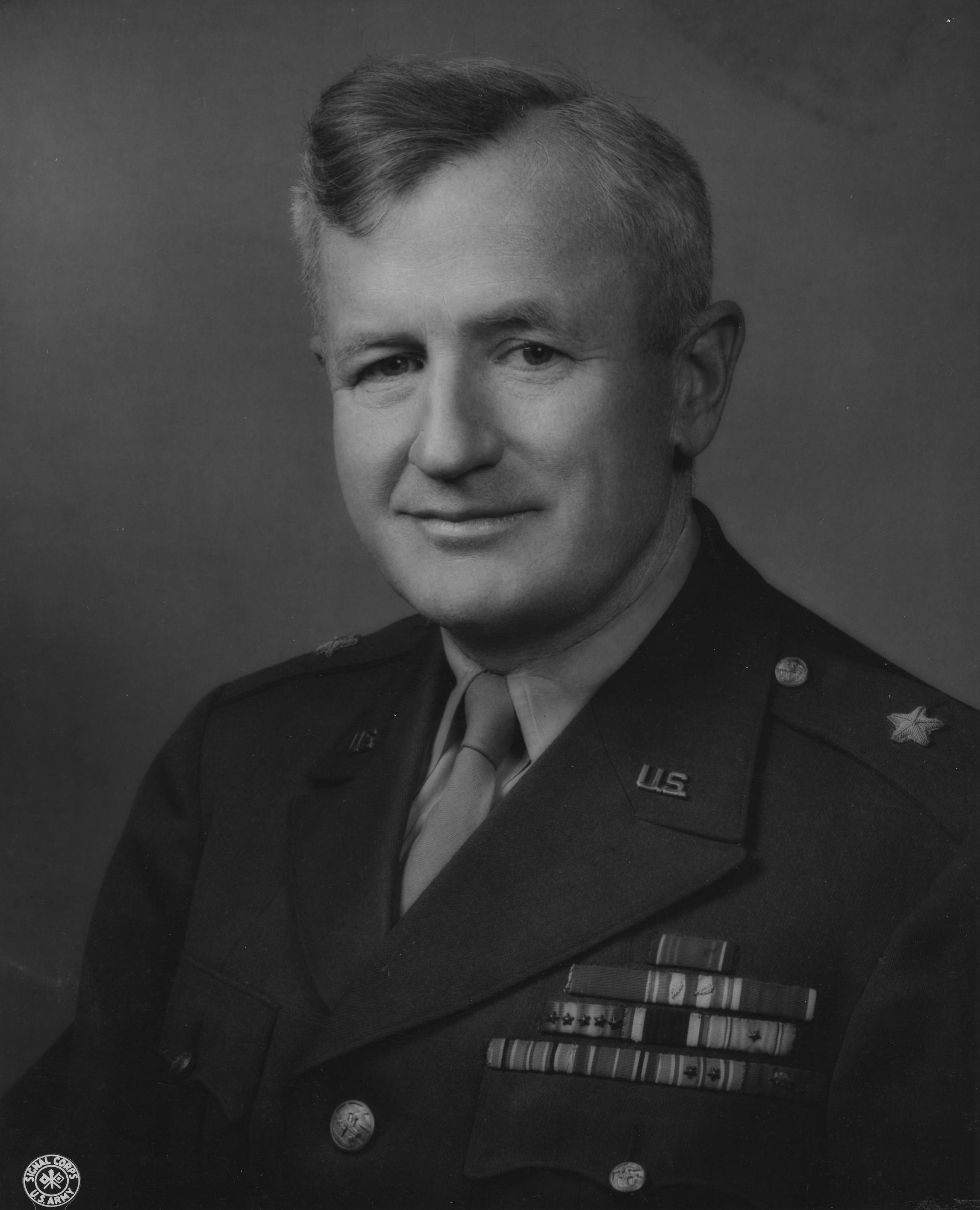
Il generale Thomas F. Farrell, l'ufficiale delegato sul posto dal generale Groves per controllare le missioni di bombardamento speciale

Il giorno successivo, 26 luglio, arrivò alla base di Tinian l'incrociatore Indianapolis con a bordo i componenti fondamentali della bomba atomica Little Boy, mentre contemporaneamente decollarono dalla base aerea di Kirtland tre aerei da trasporto C-54 con altri elementi fondamentali dell'ordigno e due C-54 con a bordo il nocciolo di plutonio della bomba Fat Man. I cinque aerei atterrarono a Tinian nella tarda serata del 28 luglio ed entro il 31 luglio, dopo l'assemblaggio finale dei diversi componenti, la bomba atomica Little Boy divenne operativamente pronta per l'impiego. Contemporaneamente nelle giornate del 30 e 31 luglio venne scambiata una serie di comunicazioni tra le autorità di comando a Washington e il generale Carl Spaatz che influirono in modo rilevante sulla scelta finale dell'obiettivo. Il generale Spaatz comunicò a Washington che nell'area della città di Hiroshima, sulla base di testimonianze di prigionieri di guerra, non erano apparentemente presenti campi di prigionia per soldati alleati e, il giorno seguente, il ministero della Guerra segnalò che la direttiva operativa firmata dal generale Handy rimaneva pienamente valida e che quindi gli "obiettivi assegnati... restano immutati"; tuttavia si aggiungeva che, nel caso in cui si fosse ritenuta attendibile la notizia sui prigionieri di guerra alleati, la città di Hiroshima avrebbe dovuto essere considerata al "primo posto nell'ordine di precedenza" degli obiettivi.
Dopo aver esaminato e approvato informalmente la direttiva preparata dal generale Groves, il presidente Truman, "molto contento" per la riuscita del primo esperimento atomico, aveva stabilito chiaramente che la procedura dell'attacco con la "bomba speciale" avrebbe dovuto proseguire automaticamente a partire dal 1º agosto; il presidente aveva detto al ministro della Guerra Stimson che l'ordine non avrebbe dovuto essere revocato se non nel caso in cui egli avesse ritenuta "accettabile" la risposta del governo giapponese al proclama ultimativo delle potenze alleate diramato da Potsdam.
In mancanza, quindi, di nuove direttive dalle massime autorità, gli eventi continuarono autonomamente il loro corso; il 31 luglio, mentre veniva completato l'assemblaggio della bomba Little Boy, tre bombardieri B-29 completarono con successo l'ultimo volo addestrativo volando sopra Iwo Jima, sganciando l'ordigno simulacro L6 ed effettuando la manovra di virata in picchiata prevista dalla procedure operative. Il generale Thomas F. Farrell, il collaboratore principale del generale Groves che si trovava a Guam per coordinare direttamente le operazioni di bombardamento speciale, comunicò al suo superiore che i preparativi erano stati completati e che la missione avrebbe potuto essere effettuata dal 1º agosto.
Un peggioramento delle condizioni meteorologiche sopra le isole nipponiche proprio il 1º agosto impose tuttavia un rinvio della missione e fu solo due giorni dopo che, sulla base di previsioni meteorologiche più favorevoli, gli equipaggi dei sette bombardieri B-29 designati per il bombardamento atomico ripresero i preparativi sotto il controllo diretto del comandante del 509º Gruppo composito, il colonnello Tibbets.

### Hiroshima

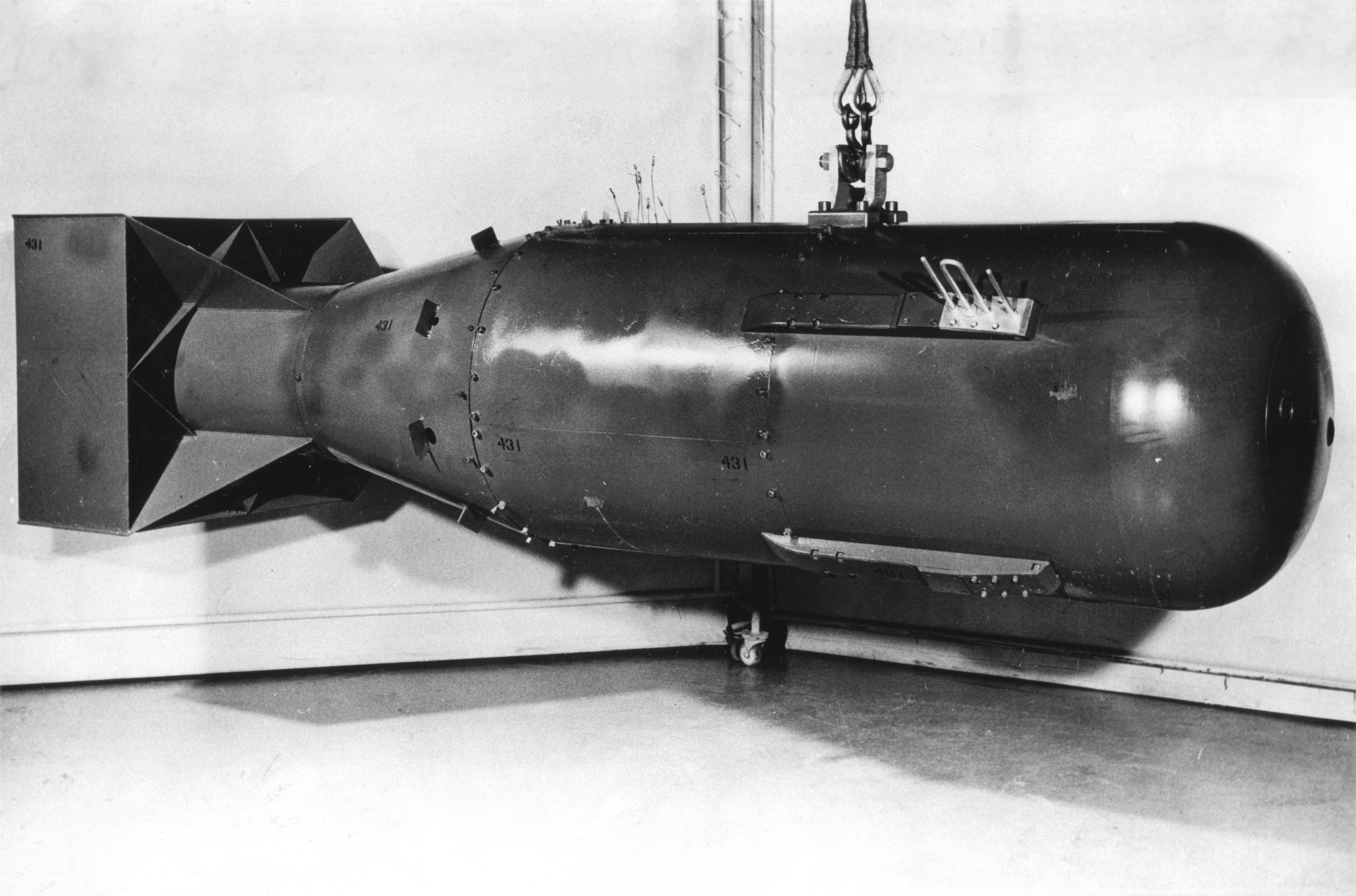
Ricostruzione post-bellica di "Little Boy"

La scelta della data del 6 agosto si basò sul fatto che nei giorni precedenti diverse nubi stratificate coprivano la città, mentre il giorno dell'attacco il tempo era variabile. Per far sì che la scelta fosse presa, fu deciso di far decollare, prima della missione vera e propria, un B-29 senza armamento, il cui compito era quello di indicare al comando la situazione meteo sopra le città designate per lo sgancio. L'obiettivo inizialmente previsto per il bombardamento atomico era Kokura, ma, a causa delle nubi estremamente fitte che sovrastavano l'agglomerato urbano, si ordinò di cambiare bersaglio. Quando gli altri B-29 stavano già volando, ricevettero la risposta affermativa per bombardare Hiroshima. Tutti i dettagli, la pianificazione precisa della tabella di volo, la bomba a gravità e l'armamento dell'ordigno con i suoi 60 kg di U235 (uranio 235), vennero studiati nei minimi particolari e tutto si svolse così come era stato stabilito a tavolino.

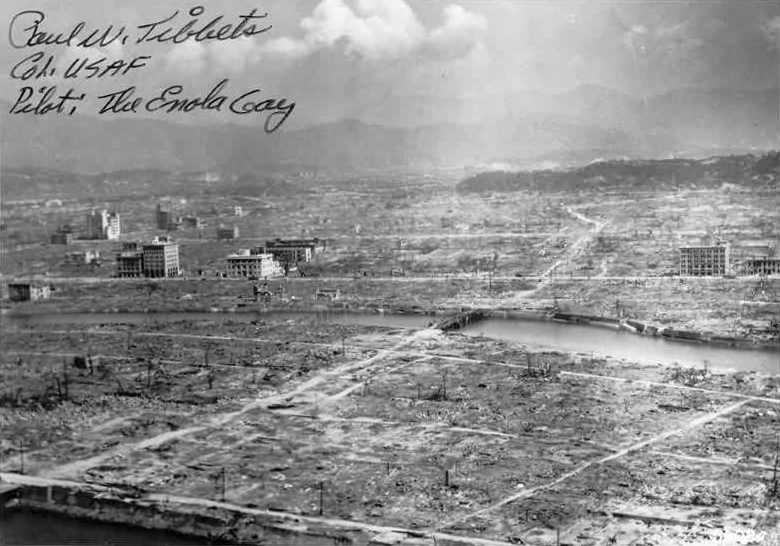
Hiroshima dopo il bombardamento

Circa un'ora prima del rilascio della bomba, la rete radar giapponese lanciò un allarme immediato, rilevando l'avvicinamento di un gran numero di velivoli statunitensi diretti nella zona meridionale del Giappone. Il segnale di pericolo venne diffuso anche attraverso trasmissioni radio in moltissime città nipponiche e fra queste anche la stessa Hiroshima. Gli aerei si avvicinarono alle coste dell'arcipelago ad una quota molto elevata.
Poco prima delle 08:00 la stazione radar di Hiroshima stabilì che il numero di velivoli entrati nello spazio aereo giapponese era basso, probabilmente non più di tre, e perciò l'allarme aereo venne ridimensionato (il comando militare giapponese infatti aveva deciso, per risparmiare il carburante, di non far alzare in volo i propri aerei per le formazioni aeree statunitensi di piccole dimensioni). I tre aeroplani statunitensi erano i bombardieri Enola Gay, The Great Artiste e un altro aereo, in seguito chiamato Necessary Evil, cioè "male necessario" (l'unica funzione di questo velivolo fu quella di documentare, attraverso una serie di fotografie, gli effetti dell'impiego dell'arma atomica).
Alle 08:14 e 45 secondi Enola Gay sganciò "Little Boy" sul centro di Hiroshima; il sensore altimetrico era tarato per effettuare lo scoppio alla quota di 600 m dal suolo, dopo 43 secondi di caduta libera. Immediatamente dopo lo sgancio, l'aereo fece un'inversione di 159°, prendendo velocità con una picchiata di circa 500 m e perdendo quota, allontanandosi alla massima velocità possibile data dai quattro motori a elica. L'esplosione si verificò a 580 m dal suolo, con una detonazione equivalente a sedici chilotoni, uccidendo sul colpo tra le 70 000 e le 80 000 persone. Circa il 90% degli edifici venne completamente raso al suolo e tutti i 51 templi della città vennero completamente distrutti dalla forza dell'esplosione.

Testimone oculare del bombardamento di Hiroshima fu il padre gesuita e futuro generale dei gesuiti Pedro Arrupe, che allora si trovava in missione in Giappone presso la comunità cattolica della città e che portò aiuto ai sopravvissuti. Riguardo al bombardamento atomico, egli scrisse:

### Reazione giapponese al primo bombardamento

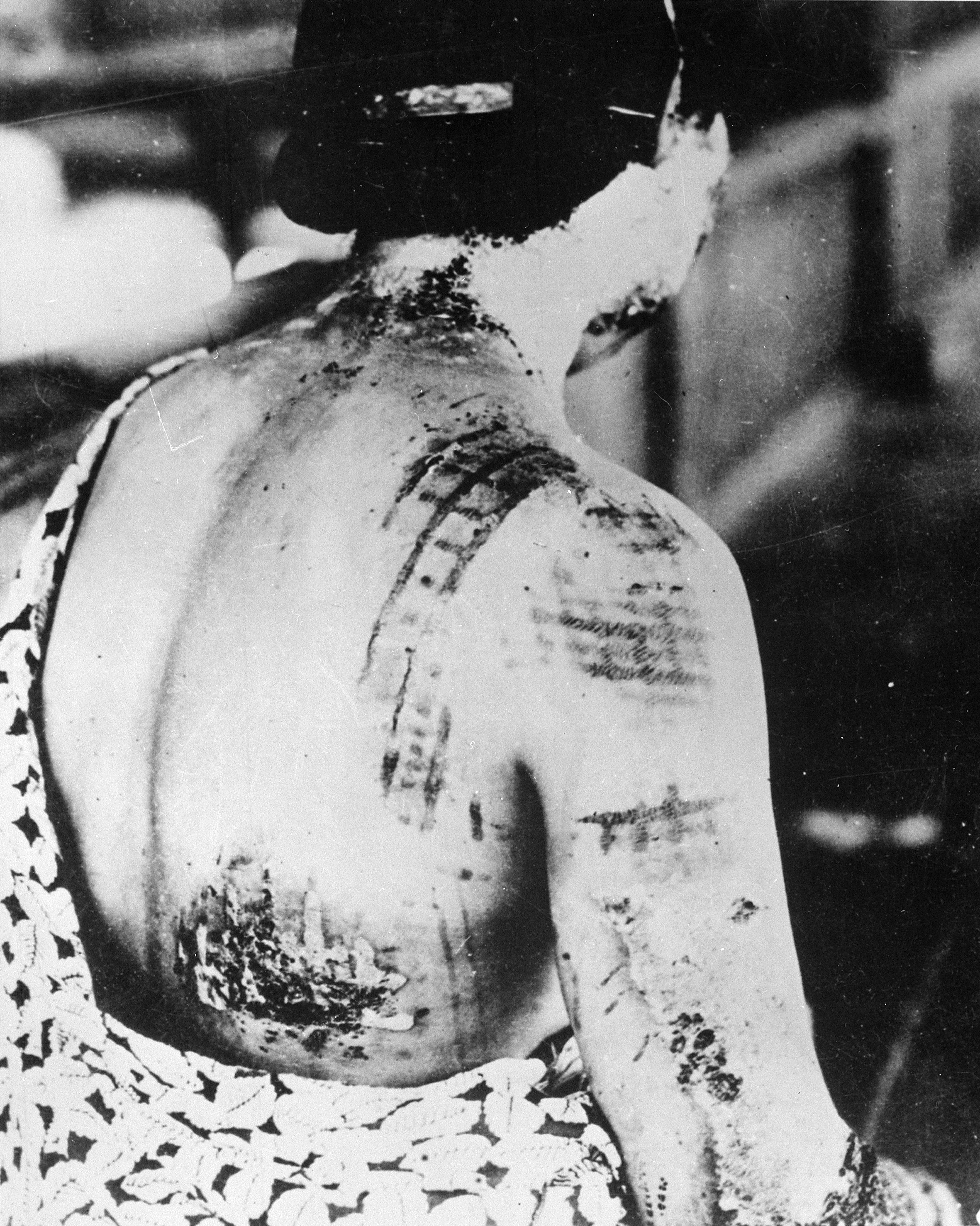
Le ustioni presenti su questa vittima ricalcano le trame del kimono: le aree più chiare del tessuto hanno riflesso l'intensa luce della bomba, provocando minor danno

L'operatore di controllo di Tokyo della Società radiotelevisiva giapponese si rese conto che la stazione di Hiroshima non era più in onda: tentò di ristabilire il programma usando un'altra linea telefonica, ma anche questo tentativo fallì. Circa venti minuti più tardi, il centro telegrafico ferroviario di Tokyo si accorse che la linea telegrafica principale aveva smesso di funzionare poco a nord di Hiroshima. Da alcune piccole fermate ferroviarie entro 16 km dalla città, giunsero notizie ufficiose e confuse di una terribile esplosione a Hiroshima. Tutte queste notizie furono trasmesse ai quartier generali del Comando generale giapponese.
Le basi militari cercarono ripetutamente di mettersi in contatto con la stazione di controllo dell'esercito di Hiroshima; tuttavia l'assoluto silenzio da quella città sconcertò gli uomini dei quartier generali: sapevano che non c'era stata nessuna potente incursione nemica e che a Hiroshima al momento non c'era nessun ragguardevole deposito di esplosivi. Un giovane ufficiale del Comando generale giapponese fu incaricato di volare immediatamente sul centro urbano, atterrare, rilevare i danni, quindi tornare a Tokyo con informazioni attendibili per i quadri. Nel quartier generale c'era la sensazione diffusa che non fosse accaduto nulla di serio, che si stesse esagerando la portata di un problema di dimensioni limitate.
L'ufficiale del comando andò all'aeroporto e decollò in direzione sud-ovest; dopo circa tre ore di volo, quando mancavano ancora approssimativamente 160 km a Hiroshima, l'ufficiale e il suo copilota scorsero la grande nuvola di fumo provocata dalla bomba: nel chiaro pomeriggio stavano bruciando le macerie di Hiroshima. Il loro aereo raggiunse presto la città, attorno alla quale volarono increduli: infatti tutto ciò che era rimasto era una grande cicatrice sul terreno ancora ardente, coperta da una spessa nuvola di fumo. Atterrarono a sud delle macerie e l'ufficiale, dopo aver comunicato con Tokyo, cominciò immediatamente a organizzare le operazioni di soccorso.
Nella capitale nipponica le prime informazioni di ciò che aveva realmente causato il disastro vennero dall'annuncio pubblico della Casa Bianca a Washington, sedici ore dopo l'attacco nucleare. L'avvelenamento da radiazione e le necrosi provocarono malattie e morti successive al bombardamento per circa il 20% di coloro che erano sopravvissuti all'esplosione iniziale. Alla fine del 1945, ulteriori migliaia di persone morirono per via della malattia acuta causata dalle radiazioni ionizzanti, portando il numero di vittime a circa 200 000 persone. Da allora molte migliaia di persone perirono per cause legate all'esposizione ai raggi: nei duecentomila morti sono inclusi tutti coloro che si trovavano in città al momento dell'esplosione e chi successivamente si trovò esposto al fallout.

### Sopravvivenza di alcune strutture

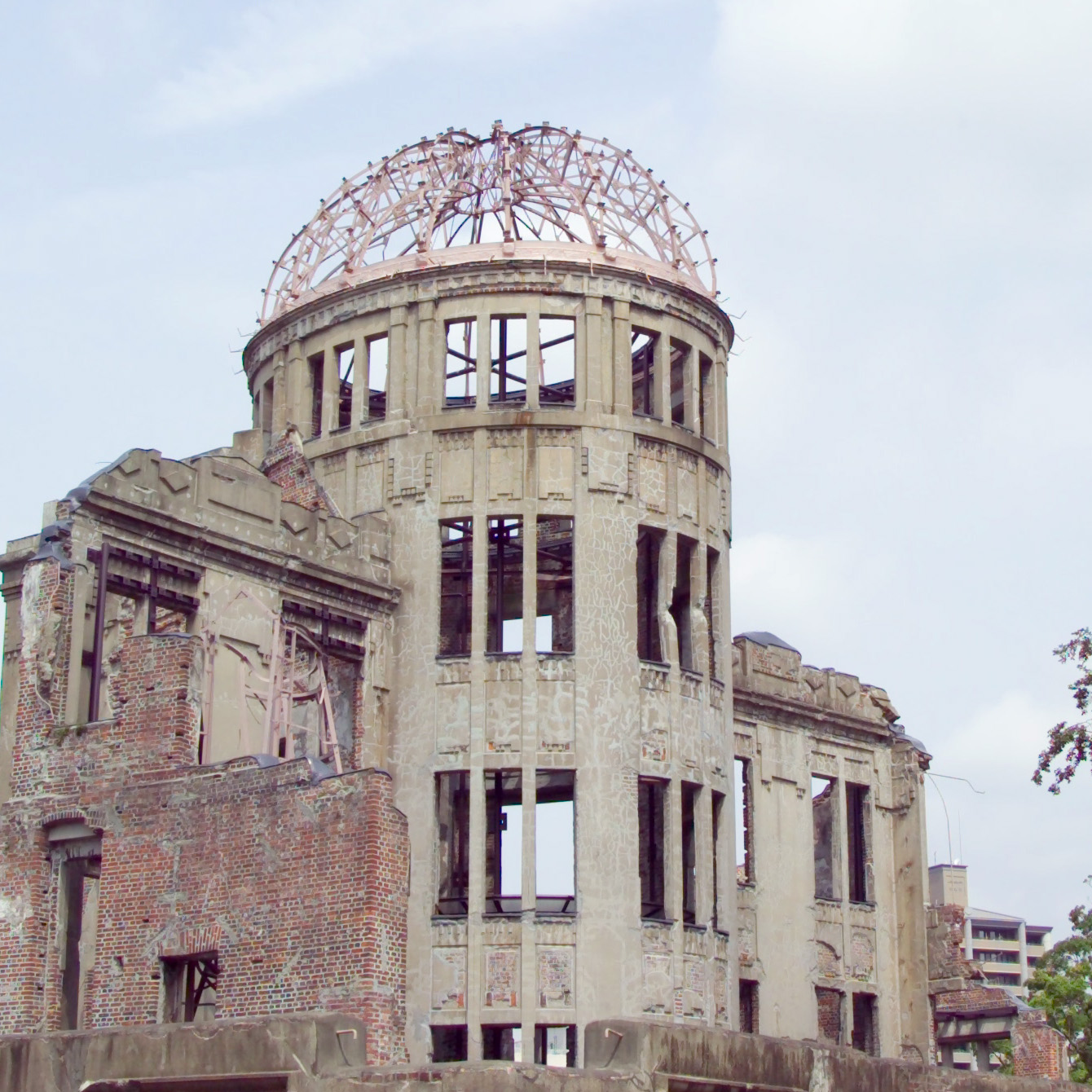
Il Monumento della Pace oggi

Alcuni degli edifici in cemento armato a Hiroshima erano costruiti in modo molto resistente per via del pericolo di terremoto in Giappone e le ossature di alcune strutture non crollarono, sebbene si trovassero molto vicino alla zona danneggiata della città. Al momento della detonazione in aria della bomba atomica, l'esplosione si riversò verso il basso più che lateralmente, il che favorì la sopravvivenza della "Sala della prefettura per la promozione industriale", ora comunemente conosciuta come Genbaku o "Cupola della bomba-A", progettata e realizzata dall'architetto ceco Jan Letzel, che si trovava a pochi metri da ground zero (le sue rovine furono chiamate Memoriale della pace di Hiroshima e vennero rese un sito Patrimonio dell'umanità dell'UNESCO nel 1996, nonostante le obiezioni degli Stati Uniti e della Cina).

### Eventi tra il 7 e il 9 agosto
Dopo il primo bombardamento il presidente Truman annunciò: «Se non accettano adesso le nostre condizioni, si possono aspettare una pioggia di distruzione dall'alto, come mai se ne sono viste su questa Terra». L'8 agosto furono lanciati volantini e furono dati avvertimenti al Giappone da Radio Saipan (la zona di Nagasaki non ricevette volantini di avvertimento fino al 10 agosto, nonostante questa campagna informativa continuasse dall'inizio del mese).
Un minuto dopo la mezzanotte del 9 agosto, ora di Tokyo, l'Armata Rossa lanciò un'offensiva verso la Manciuria con oltre 1 500 000 uomini, 26 137 cannoni, 5 556 mezzi corazzati e 5 000 aeroplani. Quattro ore dopo il governo di Tokyo venne formalmente informato che l'Unione Sovietica aveva rotto il patto di neutralità e dichiarato guerra all'Impero giapponese secondo gli accordi intercorsi con gli Alleati per aprire il nuovo fronte entro tre mesi dalla fine della guerra in Europa. Gli ufficiali anziani dell'esercito imperiale giapponese inizialmente sottovalutarono la portata dell'attacco sovietico, ma ben presto decisero di imporre la legge marziale, di concerto con il ministro della guerra Korechika Anami, per arrestare chiunque avesse tentato di firmare una pace.
Il 7 agosto Yoshio Nishina, il quale sarebbe poi morto di cancro nel 1951, insieme ad altri fisici atomici fu mandato a Hiroshima, in modo da constatare i danni prodotti dall'ordigno nucleare: effettivamente i fisici testimoniarono che la città era stata distrutta dal bombardamento atomico; tuttavia l'esercito giapponese, tra cui l'ammiraglio Soemu Toyoda, stimò che non più di una o due bombe supplementari potevano essere sganciate, concludendo che dopo "ci sarebbe più distruzione, ma la guerra potrebbe andare avanti". La pianificazione per il secondo attacco venne stabilita dal colonnello Tibbets, in qualità di comandante del 509º Gruppo bombardieri di base a Tinian: inizialmente previsto per l'11 agosto contro Kokura, l'attacco venne anticipato di due giorni per le pessime condizioni meteorologiche previste dopo il 10 agosto.

### Nagasaki

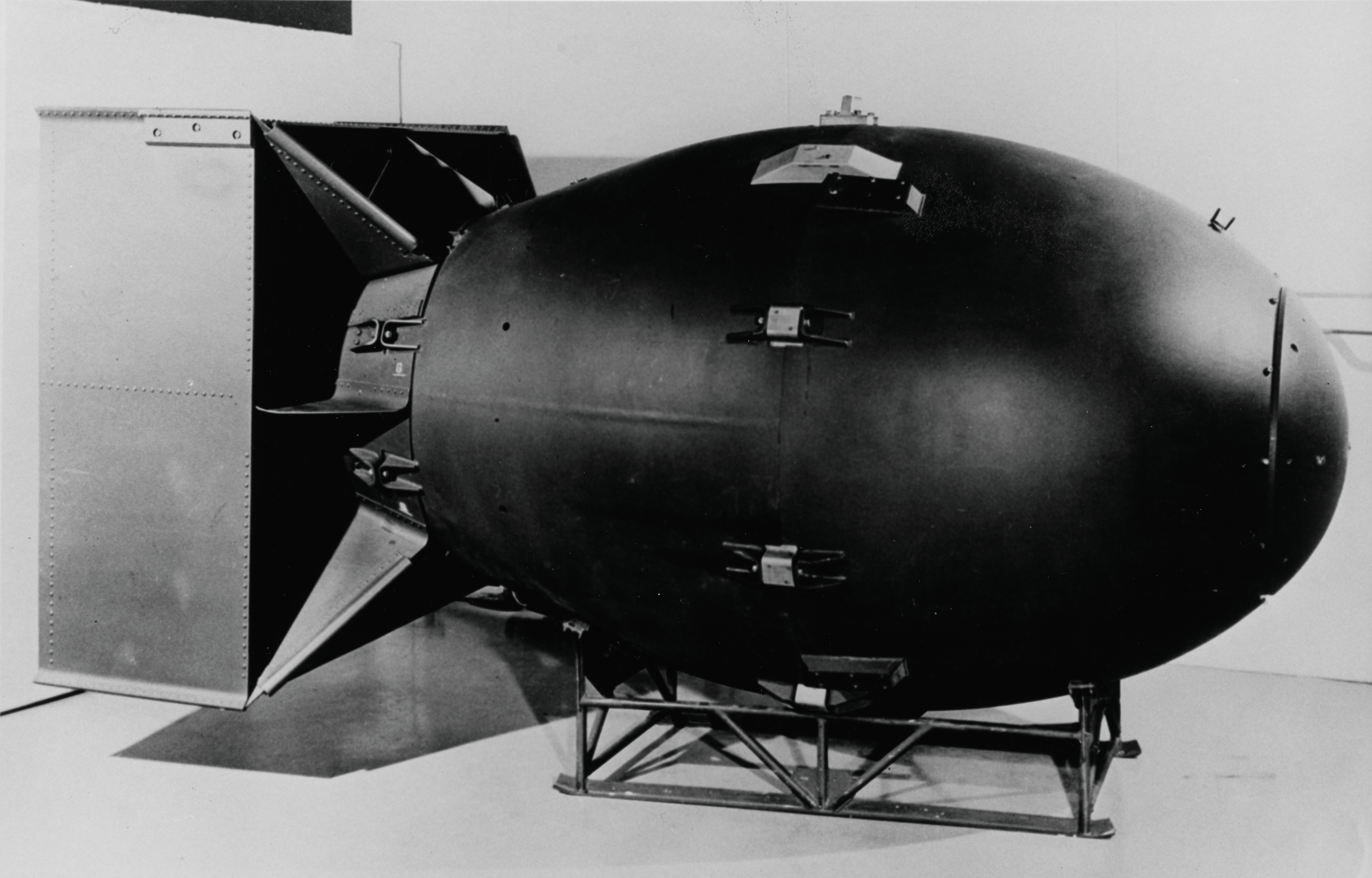
Ricostruzione post-bellica di "Fat Man"

La mattina del 9 agosto 1945 l'equipaggio del Boeing B-29 Superfortress BOCKSCAR, il bombardiere scelto per la missione, si alzò in volo con a bordo la bomba atomica soprannominata "Fat Man", alla volta di Kokura, l'obiettivo iniziale della missione. Tuttavia le nubi non permisero di individuare esattamente l'obiettivo e dopo tre passaggi sopra la città, ormai a corto del carburante necessario per il viaggio di ritorno, l'aereo venne dirottato sull'obiettivo secondario, Nagasaki. Intorno alle 07:50 ora di Tokyo il silenzio sulla città giapponese venne squarciato dall'allarme aereo che durò fino alle 08:30. Alle 10:53 i sistemi radar giapponesi segnalarono la presenza di solo due bombardieri e il comando giapponese, ritenendo che si trattasse solo di aerei da ricognizione, non lanciò l'allarme.
Poco dopo, alle 11:00, l'osservatore del bombardiere, creduto aereo di ricognizione, sganciò degli strumenti attaccati a tre paracadute: questi strumenti contenevano dei messaggi diretti al professore Ryokichi Sagane, fisico nucleare dell'Università Imperiale di Tokyo che aveva studiato all'Università di Berkeley assieme a tre degli scienziati responsabili della bomba atomica, perché informasse la popolazione dell'immane pericolo che stavano per correre. I messaggi vennero ritrovati dalle autorità militari, ma non furono consegnati al destinatario.

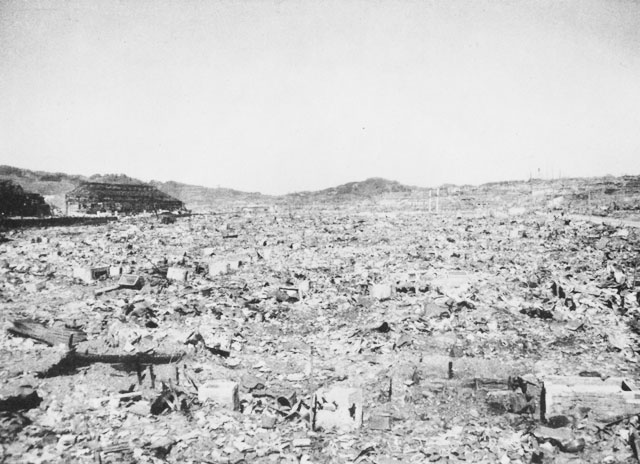
Effetti della bomba atomica su Nagasaki (di George Silk).

Alle 11:02, alcuni minuti dopo aver incominciato a sorvolare Nagasaki, il capitano avvistò visivamente, così come era stato ordinato, il nuovo obiettivo, che era ancora una volta nascosto dalle nubi. Dato che non era pensabile tornare indietro e rischiare un ammaraggio dovuto alla mancanza di carburante con un'arma atomica a bordo, il comandante decise, in contrasto con gli ordini, di accendere il radar in modo da individuare l'obiettivo anche attraverso le nubi: così "Fat Man", che conteneva circa 6,4 kg di plutonio-239, venne sganciata sulla zona industriale della città. La bomba esplose a circa 470 m d'altezza vicino a fabbriche d'armi; a quasi 4 km a nord-ovest da dove previsto: questo "sbaglio" salvò gran parte della città, protetta dalle colline circostanti, dato che la bomba cadde nella valle di Urakami.
Tuttavia il computo delle vittime rimase drammaticamente elevato. Le stime sul numero dei morti all'istante variano da 22 000 a 75 000 persone. Secondo la maggior parte delle valutazioni, almeno 35 000-40 000 dei 240 000 residenti a Nagasaki vennero uccisi all'istante e oltre 55 000 rimasero feriti. Il numero totale degli abitanti uccisi viene comunque valutato intorno alle 80 000 persone, incluse quelle esposte alle radiazioni nei mesi seguenti. Tra le persone presenti a Nagasaki il 9 agosto vi era anche un ristretto numero di sopravvissuti di Hiroshima. Nei mesi successivi alle esplosioni, il numero complessivo di vittime nelle città di Hiroshima e Nagasaki superò le 200 000 persone.

### Reazione al secondo bombardamento

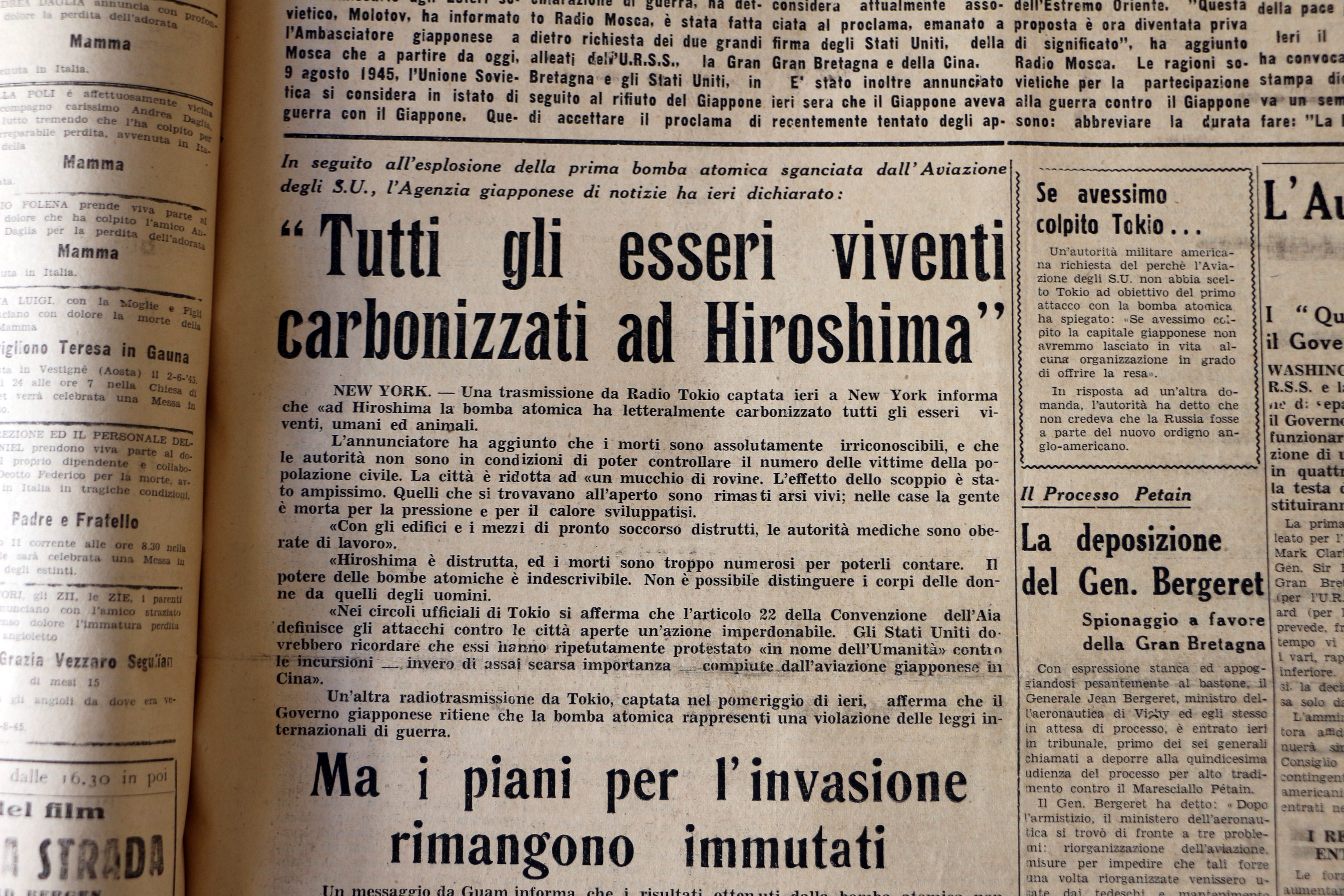
Un quotidiano del 9 agosto 1945 che riporta i danni conosciuti della bomba su Hiroshima

I due bombardamenti nell'arco di così pochi giorni, le centinaia di migliaia di vittime e la potenza annientatrice di quest'arma costrinsero i giapponesi alla resa il 15 agosto 1945: era la fine della seconda guerra mondiale. I superstiti del bombardamento vennero chiamati hibakusha (被爆者) una parola giapponese che significa letteralmente "persona esposta alla bomba". Superstiti e soccorritori divennero il nucleo del pacifismo giapponese del dopoguerra e da allora il Paese nipponico è diventato paladino dell'abolizione delle armi nucleari in tutto il mondo. Durante il periodo post-bellico si utilizzò questo termine al posto di "sopravvissuti" per non esaltare la vita, cosa che all'epoca sarebbe stato considerato come una grave mancanza di rispetto nei confronti dei molti morti. Al 31 marzo 2011, 219 410 hibakusha erano ufficialmente riconosciuti come tali dal governo giapponese.

## Il dibattito storico
L'utilizzo delle armi atomiche nell'opinione pubblica e in quella degli studiosi fu un avvenimento molto controverso che generò sentimenti differenti, alcuni favorevoli, altri di opposizione nei confronti della scelta. Ancora oggi il peso morale dell'azione statunitense è oggetto di molti dibattiti.

### Favorevoli all'impiego dell'arma atomica

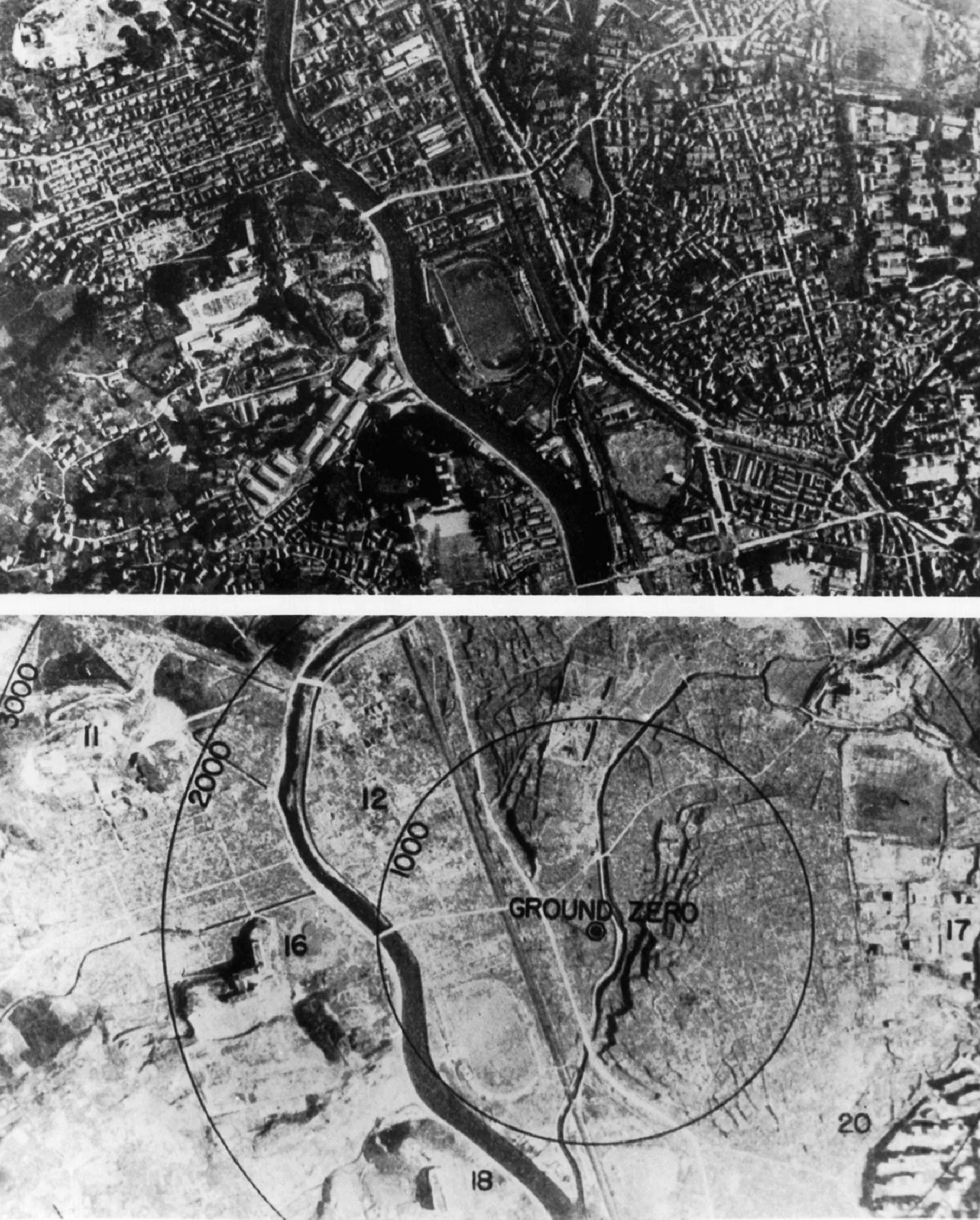
Nagasaki prima e dopo il bombardamento del 9 agosto 1945, con l'indicazione di ground Zero, il punto in cui scoppiò la bomba atomica

I sostenitori del bombardamento, sebbene ammettano che la classe dirigente civile in Giappone mandasse con cautela e discrezione comunicati diplomatici fin dal gennaio 1945, successivamente all'invasione di Luzon nelle Filippine, fanno notare come gli ufficiali militari giapponesi fossero unanimemente contrari a qualsiasi negoziazione prima dell'utilizzo della bomba atomica.
Mentre alcuni membri della classe dirigente civile utilizzarono canali diplomatici segreti per dare vita a una negoziazione di pace, non potendo da soli negoziare una resa o addirittura un cessate il fuoco, il Giappone, in quanto monarchia costituzionale, sarebbe potuto intervenire in un accordo di pace solo con il consenso unanime del governo giapponese, il quale era dominato dai militari dell'esercito imperiale e della marina imperiale, tutti inizialmente contrari a qualsiasi accordo di pace.
Si sviluppò così uno stallo di tipo politico tra i capi giapponesi militari e quelli civili, che vedeva i militari sempre più determinati a combattere, nonostante i costi e le scarse probabilità di vittoria. In molti continuarono a credere che il Giappone potesse negoziare termini di resa maggiormente favorevoli continuando a infliggere numerose perdite alle forze nemiche, così da portare a termine la guerra senza un'occupazione del Giappone o un cambiamento di governo.
Lo storico Victor Davis Hanson evidenzia l'aumentata resistenza giapponese, benché futile in retrospettiva dato che era sempre più chiaro che l'esito della guerra non poteva essere rovesciato dalle potenze dell'Asse. La battaglia di Okinawa mostrò questa determinazione nel combattere a tutti i costi. Più di 120 000 giapponesi e 18 000 statunitensi vennero uccisi nella più sanguinosa battaglia del teatro del Pacifico, solo otto settimane prima della resa del Giappone, un numero paragonabile alle vittime nei primi istanti seguenti lo scoppio delle due bombe atomiche. Quando l'Unione Sovietica dichiarò guerra al Giappone l'8 agosto 1945 e portò avanti l'operazione Tempesta d'agosto, l'esercito imperiale giapponese ordinò alle sue mal equipaggiate e indebolite forze in Manciuria di combattere fino all'ultimo uomo. Il maggiore generale Masakazu Amanu, capo delle operazioni al quartier generale imperiale, dichiarò che era assolutamente convinto che le opere difensive, incominciate all'inizio del 1944, potessero respingere qualsiasi invasione Alleata delle isole giapponesi con perdite minime.
I giapponesi non si sarebbero arresi facilmente a causa della loro forte tradizione di orgoglio e onore misto a fanatismo, e avrebbero combattuto fino alla morte del loro ultimo uomo. Dopo essersi convinta che la distruzione di Hiroshima fu causata da un'arma nucleare, la classe dirigente civile ottenne maggior forza per la sua opinione secondo cui il Giappone doveva riconoscere la sconfitta e accettare i termini della dichiarazione di Potsdam. Dopo la distruzione di Nagasaki l'imperatore Hirohito in persona dovette intervenire per porre fine all'impasse nel gabinetto.
Secondo alcuni storici giapponesi, i capi civili che caldeggiavano la resa videro nei bombardamenti atomici la loro salvezza. L'esercito si rifiutava incrollabilmente di arrendersi, così come i militari del gabinetto di guerra (siccome il gabinetto funzionava per consenso unanime, anche un solo contrario poteva impedire l'accettazione della dichiarazione). La fazione per la pace prese quindi i bombardamenti come nuovo argomento per imporre la resa. Koichi Kido, uno dei più stretti consiglieri dell'imperatore Hirohito, dichiarò: «Noi del partito della pace fummo aiutati dalla bomba atomica nel nostro tentativo di porre fine alla guerra». Hisatsune Sakomizu, il capo segretario di gabinetto nel 1945, definì i bombardamenti «un'opportunità d'oro data dal cielo al Giappone per porre fine alla guerra». Secondo questi e altri storici, la classe dirigente civile pro pace fu in grado di usare la distruzione di Hiroshima e Nagasaki per convincere i militari che nessuna quantità di coraggio, abilità e combattimento impavido poteva aiutare il Giappone contro il potere delle armi atomiche. Akio Morita, fondatore della Sony e ufficiale della marina giapponese durante la guerra, conclude anch'egli che fu la bomba atomica e non i bombardamenti convenzionali dei B-29 a convincere l'esercito giapponese ad accettare la pace.
I sostenitori dei bombardamenti fanno inoltre notare che l'attesa della resa giapponese non era un'opzione priva di costi: a causa della guerra i non combattenti morivano in tutta l'Asia a un ritmo di circa 200 000 al mese. I bombardamenti incendiari avevano ucciso più di 100 000 persone in Giappone dal febbraio 1945, direttamente o indirettamente, e quel massiccio bombardamento convenzionale sarebbe proseguito prima di un'invasione. Il blocco sottomarino e le operazioni di minamento dell'operazione Starvation avevano sensibilmente ridotto le importazioni giapponesi. Un'operazione complementare contro le ferrovie giapponesi stava per prendere il via, isolando le città dell'Honshu meridionale dal cibo che cresceva in altre parti del Giappone. Questo, combinato con il ritardo nei rifornimenti di assistenza degli Alleati, avrebbe potuto determinare un maggior numero di vittime per il Giappone, a causa di carestia e malnutrizione, rispetto a quello che si ebbe con gli attacchi. «Immediatamente dopo la sconfitta, alcuni stimarono che 10 milioni di persone erano probabilmente destinate a morire di fame», notò lo storico Daikichi Irokawa. Nel frattempo, in aggiunta agli attacchi sovietici, vennero programmate delle offensive per settembre nella Cina meridionale e in Malesia.
Gli statunitensi fecero una previsione sulla perdita di soldati nella prevista invasione del Giappone, anche se il vero numero di morti e feriti stimati è soggetto a qualche dibattito e varia a seconda delle stime dalla persistenza e affidabilità della resistenza giapponese e a seconda che si consideri che gli statunitensi avrebbero invaso solo Kyūshū nel novembre 1945 o invece che si sarebbe reso necessario un successivo sbarco nei pressi di Tokyo, previsto per il marzo 1946. Anni dopo la guerra il segretario di Stato James Byrnes sostenne che mezzo milione di vite statunitensi sarebbe andato perso e tale numero è stato ripreso da molti. Nell'estate del 1945 i pianificatori militari statunitensi prevedevano 20 000-110 000 morti in combattimento per l'iniziale invasione del novembre 1945, con all'incirca un numero da tre a quattro volte superiore di feriti (il numero totale di morti in combattimento per gli Stati Uniti su tutti i fronti della seconda guerra mondiale fu di 292 000).
Queste stime vennero fatte usando informazioni che sottostimavano di molto la forza giapponese che venne raccolta per la battaglia di Kyushu, in numero di soldati e kamikaze, per almeno un fattore tre. Molti consiglieri militari sostennero che lo scenario peggiore poteva coinvolgere fino a un milione di vite statunitensi, tenendo anche conto di un'eventuale accanita resistenza da parte dei civili (fra i quali era stato diffuso un programma di lotta in caso di invasione con qualsiasi mezzo, da armi da fuoco a canne di bambù) e lotta partigiana fanatica contro gli invasori.

Oltre a ciò, la bomba atomica velocizzò la fine della seconda guerra mondiale in Asia, liberando centinaia di migliaia di cittadini occidentali, compresi circa 200 000 olandesi e 400 000 indonesiani (rōmusha) dai campi di concentramento giapponesi. L'anticipata fine della guerra impedì ulteriori spargimenti di sangue. I sostenitori evidenziano inoltre un ordine dato dal ministero della guerra giapponese il 1º agosto 1944 che prevedeva l'esecuzione di tutti i prigionieri di guerra Alleati, oltre 100 000, se una invasione del Giappone avesse avuto luogo. Rispondendo all'argomentazione per cui l'uccisione di civili su vasta scala era immorale e un crimine di guerra, i sostenitori dei bombardamenti hanno sostenuto che il governo giapponese aveva dichiarato la guerra totale, ordinando a molti civili (compresi donne e bambini) di lavorare in fabbriche e uffici militari e di combattere contro qualsiasi forza invasora. Padre John A. Siemes, professore di filosofia moderna all'Università Cattolica di Tokyo e testimone dell'attacco atomico su Hiroshima, scrisse:
Come ulteriore argomentazione contro l'accusa di crimine di guerra, alcuni sostenitori dei bombardamenti hanno evidenziato l'importanza strategica di Hiroshima, come base della II Armata giapponese, e di Nagasaki, come principale centro di produzione delle munizioni. Alcuni storici hanno anche sostenuto che gli Stati Uniti desideravano porre fine alla guerra rapidamente per minimizzare le potenziali acquisizioni sovietiche di territorio controllato dai giapponesi, ragion per cui si sostiene che il bombardamento atomico (soprattutto per quanto riguarda Nagasaki il 9 agosto, dato che il giorno prima, l'8 agosto, la Manciuria era stata invasa dall'esercito russo) sia stato il primo atto della guerra fredda: oltre ad arginare la loro espansione, il bombardamento sarebbe stato una dimostrazione di forza nei confronti dei sovietici e un monito a livello militare.
Gli statunitensi, superati dai russi nella battaglia di Berlino agli inizi di maggio, non sarebbero ancora arrivati secondi. Infine i sostenitori indicano anche i piani giapponesi, ideati dalla loro Unità 731, di lanciare aerei kamikaze riempiti di pulci infestate con la peste per infettare la popolazione di San Diego (California). La data doveva essere il 22 settembre 1945, anche se non vi sono certezze e appare poco probabile che il governo giapponese avrebbe permesso di distogliere così tante risorse dagli scopi difensivi nella difficile situazione logistica in cui versava. Per quanto riguarda l'Italia è da ricordare l'appoggio dato all'azione degli statunitensi da parte de l'Unità, organo ufficiale dell'allora Partito Comunista Italiano, all'indomani dello sgancio delle bombe. Il 10 agosto 1945 pubblicò infatti un articolo dal titolo Al servizio della civiltà che così recitava: "Le notizie che l'Aviazione statunitense ha usato la bomba atomica sono state accolte in certi ambienti con senso di panico e con parole di riprovazione. Questo ci sembra uno strano complesso psicologico, una formale obbedienza a un astratto umanitarismo".

### Oppositori all'impiego dell'arma atomica

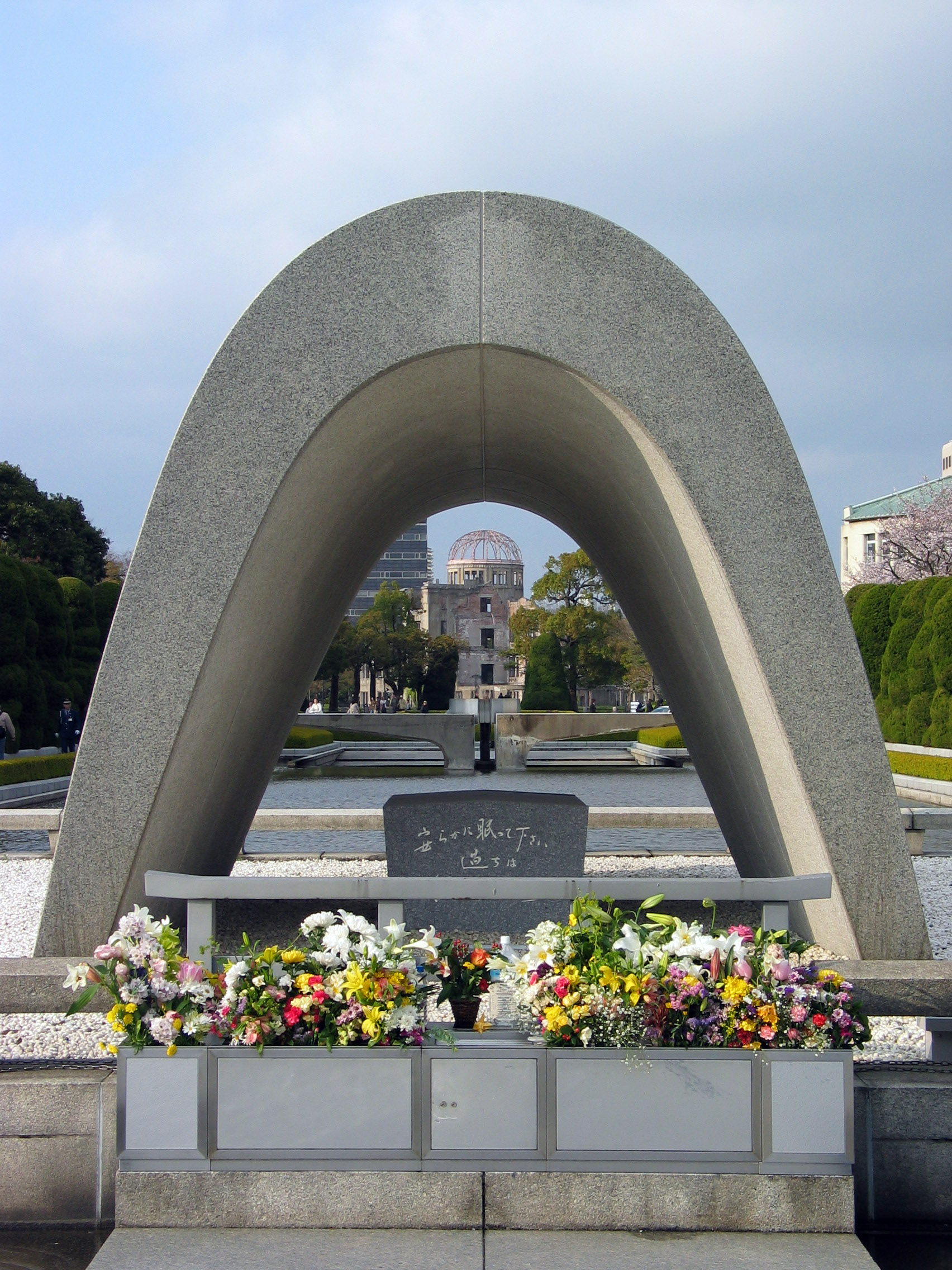
Il cenotafio del Parco della Pace di Hiroshima reca iscritta una frase: «Riposate in pace, perché questo sbaglio non sarà ripetuto» e questa costruzione, naturale nella lingua giapponese, intendeva commemorare le vittime di Hiroshima senza politicizzare la questione

Il Progetto Manhattan era stato originariamente concepito per contrastare il programma atomico della Germania nazista e con la sconfitta tedesca diversi scienziati che lavoravano al progetto sentirono che gli Stati Uniti non dovevano essere i primi a usare una tale arma. Due dei principali critici del bombardamento furono Albert Einstein e Leó Szilárd, che assieme avevano spronato la prima ricerca sulla bomba nel 1939 con una lettera scritta a quattro mani indirizzata al presidente Franklin D. Roosevelt, per poi cambiare idea una volta saputo dell'effettivo potere distruttivo della bomba (inizialmente Einstein sottovalutò questa capacità). Szilárd, che in seguito avrebbe giocato un ruolo importante nel Progetto Manhattan, sostenne: 
Nei giorni precedenti molti scienziati (incluso il fisico nucleare statunitense Edward Teller) sostennero che il potere distruttivo della bomba poteva essere dimostrato senza fare vittime, per esempio sganciando la bomba in una zona non abitata del Giappone come "avvertimento" nei confronti del governo giapponese. Questa soluzione però non ottenne favori perché avrebbe comportato il consumo a vuoto di una bomba (erano costose e richiedevano tempi lunghi per la loro costruzione) e non vi erano certezze che un tale test avrebbe invece informato i giapponesi del pericolo spingendoli ad allertarsi ancora di più per cercare di intercettare un'eventuale missione di attacco atomico.
I bombardamenti, assieme ad altri attacchi ai civili, si potevano ritenere violazioni delle Convenzioni dell'Aia del 1899 e del 1907, che erano state ratificate dal Senato degli Stati Uniti nel 1902 e nel 1908. La Convenzione dell'Aja del 1907 concernente le leggi e gli usi della guerra per terra, vigente all'epoca, recitava all'articolo 25: "È vietato attaccare o bombardare, con qualsiasi mezzo, città, villaggi, abitazioni o edifizi che non siano difesi".
L'esistenza di resoconti storici che indicano che la decisione di usare le bombe atomiche venne presa allo scopo di provocare una resa anticipata del Giappone tramite l'uso di un potere impressionante, unita all'osservazione che le bombe vennero usate di proposito su obiettivi che includevano dei civili, ha fatto sì che alcuni commentatori osservassero che l'evento fu un atto di terrorismo di Stato. Lo storico Robert Newman, che è a favore della decisione di sganciare le bombe, prese l'accusa di terrorismo di Stato abbastanza seriamente da replicare che la pratica del terrorismo è giustificata in alcuni casi.
Alcuni hanno sostenuto che i giapponesi erano già sostanzialmente sconfitti e quindi l'uso delle bombe non era necessario. Il generale Dwight Eisenhower consigliò così il segretario alla guerra Henry Stimson nel luglio del 1945. L'ufficiale più alto in grado nel teatro del Pacifico, il generale Douglas MacArthur, non venne consultato in anticipo, ma disse in seguito che sentiva che non ci fosse giustificazione militare per i bombardamenti. La stessa opinione venne espressa dall'ammiraglio di flotta William Leahy (capo di Stato maggiore del presidente), dal generale Carl Spaatz (comandante delle forze aeree strategiche statunitensi nel Pacifico), dal brigadiere generale Carter Clarke (ufficiale dei servizi segreti militari che preparò i telegrammi giapponesi intercettati per gli ufficiali statunitensi); dall'ammiraglio Ernest King (capo delle operazioni navali statunitensi) e dall'ammiraglio di flotta Chester Nimitz (comandante in capo della flotta del Pacifico).

Eisenhower scrisse nelle sue memorie The White House Years: 

L'indagine degli Stati Uniti sul bombardamento strategico, dopo aver intervistato centinaia di civili e militari giapponesi dopo la resa del Giappone, riportò: 
Si deve comunque notare che l'indagine assunse che continuati attacchi al Giappone, con ulteriori vittime dirette o indirette, sarebbero stati necessari per costringere alla resa entro le date menzionate di novembre o dicembre. Altri asseriscono che il Giappone aveva cercato di arrendersi per almeno due mesi, ma gli Stati Uniti rifiutarono insistendo su una resa incondizionata. In effetti, mentre diversi diplomatici favorivano la resa, i capi dell'esercito giapponese erano impegnati a combattere una battaglia decisiva su Kyūshū, sperando che avrebbero potuto negoziare termini migliori per un armistizio in seguito (cosa che gli statunitensi sapevano dalla lettura delle comunicazioni giapponesi intercettate). Il governo giapponese non decise mai quali termini, oltre la conservazione di un sistema imperiale, avrebbe accettato alla fine della guerra. Ancora il 5 agosto il Consiglio supremo era diviso, con i sostenitori della linea dura che insistevano che il Giappone dovesse smobilitare le proprie forze, senza processi per crimini di guerra e senza occupazione. Solo l'intervento diretto dell'imperatore Hirohito pose fine alla disputa, non senza un ultimo tentativo di fermare l'inevitabile con un colpo di Stato militare.

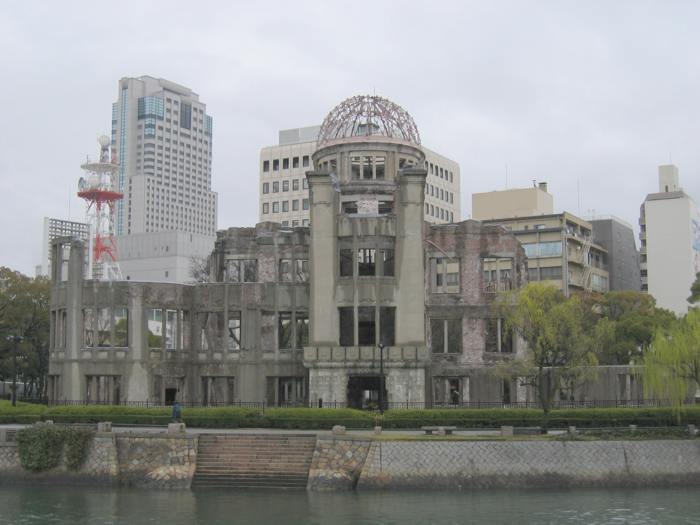
Quella che in origine era la Sala della Prefettura per la Promozione Industriale, oggi trasformata nel Memoriale della pace di Hiroshima: la bomba atomica vi esplose quasi sopra

Secondo un'altra critica gli Stati Uniti avrebbero dovuto aspettare un breve periodo per valutare gli effetti dell'entrata in guerra dell'Unione Sovietica. Gli Stati Uniti avevano negoziato con l'Unione Sovietica il suo ingresso in guerra contro il Giappone non più tardi di tre mesi dopo la vittoria in Europa; l'attacco venne in effetti lanciato l'8 agosto 1945. La perdita di qualsiasi possibilità che l'Unione Sovietica potesse servire da mediatore neutrale per un negoziato di pace con l'entrata in guerra dell'Armata Rossa (il più grande esercito attivo del mondo) avrebbe potuto essere sufficiente a convincere i militari giapponesi del bisogno di accettare i termini della dichiarazione di Potsdam, pur tentando di ottenere qualche condizione favorevole per l'imperatore.
Poiché nessuna invasione statunitense era imminente, si è sostenuto che gli Stati Uniti non avessero niente da perdere nell'aspettare per verificare la possibilità di una fine della guerra senza l'uso della bomba atomica. Per come si svolsero i fatti la decisione di arrendersi del Giappone venne presa prima che la portata dell'attacco sovietico alla Manciuria, all'isola di Sachalin e alle isole Curili fosse nota, ma se la guerra fosse continuata i sovietici sarebbero stati in grado di invadere Hokkaidō ben prima dell'arrivo dei militari USA.

Altre fonti giapponesi hanno affermato che gli stessi bombardamenti atomici non furono la ragione principale della capitolazione, sostenendo invece che furono le rapide e devastanti vittorie sovietiche nel continente asiatico nella settimana seguente la dichiarazione di guerra che spinsero al messaggio di resa del Giappone il 15 agosto 1945. Diverse organizzazioni hanno criticato i bombardamenti di Hiroshima e Nagasaki su basi morali. Per citare un esempio, un rapporto del 1946 del Concilio Nazionale delle Chiese intitolato Guerra atomica e fede cristiana include il seguente passaggio:
Anche la scelta di utilizzare bersagli civili anziché militari è stata spesso criticata. Da una parte i vertici statunitensi erano ansiosi di utilizzare le bombe atomiche sulle città per poter verificare al meglio le potenzialità di un ordigno nucleare sul campo di battaglia, dall'altra c'è da rimarcare che gli Stati Uniti stavano già portando avanti una politica di massicci attacchi incendiari su obiettivi civili in Giappone. Durante questi attacchi il 20% degli esplosivi aveva lo scopo di distruggere le strutture di legno degli edifici in modo che il restante 80%, composto da piccole bombe incendiarie, utilizzasse questo materiale infiammabile per incendiare le città. Tali raid distrussero completamente molte città giapponesi (compresa Tokyo) ancor prima dell'utilizzo di armi atomiche.

### Commissione per le vittime della Bomba Atomica (ABCC)
La Commissione per le vittime della Bomba Atomica (Atomic Bomb Casualty Commission) era una commissione istituita nel 1946 in conformità con una direttiva presidenziale di Harry S. Truman. L'unico scopo dell'organizzazione era quello di condurre ricerche sui sopravvissuti alla bomba atomica, perché si riteneva che "non potessero essere nuovamente offerti fino a un'altra guerra mondiale". Pertanto, questa organizzazione ha studiato la salute degli Hibakusha, ma non li ha curati affatto. Di conseguenza, è stata criticata dagli Hibakusha in quanto sperimentale sul corpo umano.
La ABCC si è concentrata anche sull'area di Nishiyama di Nagasaki. L'area di Nishiyama di Nagasaki si trovava in montagna e, sebbene non fosse stata danneggiata dall'esplosione della bomba atomica, era una zona in cui il corpo umano era esposto alle radiazioni. Per questo motivo, dopo la guerra sono state condotte indagini sanitarie senza informare la popolazione del loro scopo. Inizialmente, l'area di Nishiyama è stata rilevata dall'esercito americano, ma in seguito è stata ceduta all'ABCC.
Gli abitanti dell'area di Nishiyama hanno mostrato un aumento significativo della conta dei globuli bianchi pochi mesi dopo i bombardamenti atomici. Negli animali, la leucemia può svilupparsi dopo l'esposizione di tutto il corpo, quindi è particolarmente interessante vedere cosa succede negli esseri umani; anche l'osteosarcoma è stato identificato negli esseri umani dopo l'ingestione orale di materiali radioattivi.
Date queste condizioni, i residenti dell'area di Nishiyama, che non sono stati direttamente colpiti dai bombardamenti atomici, sono una popolazione ideale per osservare gli effetti delle radiazioni residue.
Gli Stati Uniti hanno proseguito le ricerche sulle radiazioni residue dopo l'indipendenza del Giappone, ma i risultati non sono mai stati trasmessi ai residenti dell'area di Nishiyama. Di conseguenza, i residenti hanno continuato a coltivare dopo la Seconda Guerra Mondiale, e il numero di pazienti affetti da leucemia è aumentato e si sono verificati casi di morte.
Dopo i bombardamenti atomici, i medici giapponesi volevano conoscere e studiare i danni reali e condurre ricerche per aiutare a curare gli hibakusha, ma il Quartier Generale non permise ai giapponesi di condurre ricerche sullo stato attuale dei danni della bomba atomica. In particolare, i regolamenti fino al 1946 erano rigidi, il che ha portato a un maggior numero di morti per radiazioni.
Quando un hibakusha coreano di Zainichi ha concepito due bambini gemelli ma è morto poco dopo, in alcune circostanze l'ABCC ha persino cercato di recuperare i corpi dei neonati deceduti. Quando gli Hibakusha si rifiutavano di sottoporsi agli esami medici di routine, l'ABCC minacciava di sottoporli alla corte marziale per crimini di guerra. Inoltre, quando gli Hibakusha morivano, l'ABCC visitava personalmente le loro case e prelevava i loro corpi per le autopsie. Si ritiene che almeno 1.500 organi siano stati inviati all'Istituto di Patologia delle Forze Armate degli Stati Uniti a Washington.

## Opinione pubblica

### Negli Stati Uniti
Il Pew Research Center ha condotto un sondaggio nel 2015 che ha mostrato che il 56% degli americani approvava i bombardamenti atomici di Hiroshima e Nagasaki, mentre il 34% era contrario.
Lo studio ha evidenziato l'impatto delle generazioni: il supporto ai bombardamenti era del 70% tra gli americani con più di 65 anni, ma solo del 47% tra i giovani dai 18 ai 29 anni. Anche l'orientamento politico ha avuto un'influenza: il 74% dei Repubblicani li approvava, contro il 52% dei Democratici.
Vi sono anche differenze tra i gruppi etnici: secondo un sondaggio della CBS News, il 49% degli americani bianchi sosteneva i bombardamenti atomici, mentre solo il 24% degli americani non bianchi li approvava.
L'approvazione americana dei bombardamenti è diminuita significativamente dal 1945, quando un sondaggio Gallup mostrava l’85% di approvazione contro solo il 10% di disapprovazione.
Nel 1990, un altro sondaggio Gallup mostrava il 53% di approvazione e il 41% di opposizione.
Un sondaggio del 2005 ha confermato i dati del Pew Research Center del 2015, con il 57% favorevole e il 38% contrario.
Nonostante il calo nel tempo, alcuni scienziati politici della Stanford sostengono che oggi l'opinione pubblica americana potrebbe ancora supportare l'uso delle armi nucleari in uno scenario simile a quello del 1945.
In uno studio del 2017 condotto dagli scienziati politici Scott D. Sagan e Benjamin A. Valentino, si è chiesto agli intervistati se avrebbero approvato l’uso della forza nucleare in una situazione ipotetica in cui si sarebbero uccisi 100.000 civili iraniani, a fronte di un’invasione terrestre che avrebbe causato 20.000 vittime tra i soldati americani. Il 59% degli americani ha dichiarato che avrebbe approvato l'attacco nucleare.
Tuttavia, un sondaggio del Pew del 2010 ha mostrato che il 64% degli americani approvava la dichiarazione di Barack Obama secondo cui gli Stati Uniti si sarebbero astenuti dall’uso di armi nucleari contro nazioni che non le possedevano.

### In altri paesi
I bombardamenti atomici sono spesso discussi dal punto di vista secondo cui abbiano ridotto il numero di vittime tra i soldati, ma ciò riflette una prospettiva statunitense; in altri paesi, la questione è frequentemente dibattuta da punti di vista diversi.

#### Giappone
In un sondaggio del 2015, il 79% dei giapponesi ha dichiarato che i bombardamenti non potevano essere giustificati, mentre il 14% ha detto che potevano esserlo.
Sebbene sia stato l’esercito giapponese ad iniziare la guerra del Pacifico, anche coloro che erano critici nei confronti dei militari non supportavano necessariamente i bombardamenti atomici. Shigeru Yoshida e Jiro Shirasu erano entrambi noti per la loro opposizione alla guerra e per i contrasti con i militari durante il conflitto. Dopo la Seconda guerra mondiale, ottennero una forte popolarità tra il pubblico giapponese.
Il GHQ fece pressione sulla parte giapponese affinché traducesse in pochi giorni la bozza della nuova costituzione scritta in inglese. Si dice che usarono la parola "atomico"—un tabù per i giapponesi dell'epoca—per intimidirli e accelerare il processo, dicendo in modo diretto: "Stiamo godendo del vostro sole atomico."
Udendo ciò, Yoshida si infuriò, batté il piede e gridò: "Ma che diavolo è stato?!" Rispose sarcasticamente: "GHQ sta per Go Home Quickly!" — un sentimento che Jiro Shirasu condivise.

#### Paesi europei
In un sondaggio del 2016, il 41% dei britannici ha affermato che i bombardamenti furono una decisione sbagliata, mentre il 28% li ha ritenuti giusti.
Alex Wellerstein, storico del nucleare presso il Stevens Institute of Technology, afferma che mentre le nazioni invase dal Giappone erano favorevoli ai bombardamenti atomici, in Europa prevale una visione fredda. Gli europei sono colpiti dal fatto che la maggior parte degli americani ritenga che i bombardamenti di Hiroshima e Nagasaki siano stati giustificati e moralmente corretti.
Un sondaggio internazionale del 2025 condotto in sei paesi occidentali ha rivelato differenze significative nell’atteggiamento pubblico verso la giustificazione morale dei bombardamenti atomici. Nei paesi europei, la maggioranza degli intervistati li ha considerati moralmente ingiustificati: 81% in Germania, 78% in Italia, 75% in Spagna, 57% in Francia e 50% nel Regno Unito. Al contrario, negli Stati Uniti l'opinione pubblica era più divisa: il 38% li considerava moralmente giustificati, il 35% no, e il 26% era incerto. I risultati evidenziano una persistente divergenza di vedute tra Europa e Stati Uniti riguardo all’uso delle armi nucleari nella Seconda guerra mondiale.

#### Paesi asiatici
Nelle Filippine, i bombardamenti atomici di Hiroshima e Nagasaki sono spesso visti come un fattore che ha contribuito alla fine della Seconda guerra mondiale e quindi dell’occupazione giapponese. Tuttavia, esiste anche una prospettiva critica dovuta alla storia della colonizzazione americana. La guerra filippino-americana (1899–1902) e eventi come il massacro di Balangiga e l’infame ordine del generale Jacob H. Smith di "uccidere chiunque abbia più di dieci anni" alimentano una visione negativa dell’imperialismo americano.
In Corea del Sud, si suggerisce spesso che i bombardamenti atomici abbiano contribuito all'indipendenza coreana. Tuttavia, all’epoca la Corea era sotto il dominio coloniale giapponese, e molti coreani erano immigrati o lavoratori coatti in Giappone. Si stima quindi che decine di migliaia di coreani siano stati tra gli Hibakusha dei bombardamenti. Questa narrazione della decolonizzazione ha però spesso messo in secondo piano le vere vittime coreane — coloro che morirono o furono esposti alle radiazioni.
Gli hibakusha coreani hanno espresso critiche sia verso il Giappone che verso gli Stati Uniti. Jeon Wonsul, presidente dell’Associazione coreana delle vittime della bomba atomica, ha dichiarato: “Furono gli Stati Uniti a sganciare la bomba, e il Giappone a iniziare la guerra. Sono passati 78 anni, ma né gli Stati Uniti né il Giappone hanno mai chiesto scusa o detto nulla al riguardo.”
Le differenze di atteggiamento verso i bombardamenti atomici rappresentano una barriera alla comprensione reciproca tra coreani del Sud e zainichi coreani.
In Vietnam, a causa dell’allineamento con l’Unione Sovietica durante la Guerra Fredda, la posizione ufficiale del governo è che sia stato l’intervento sovietico, e non i bombardamenti atomici, a porre fine alla guerra del Pacifico. Tuttavia, alcune voci come quella di Nguyễn Chí Thiện sostengono che i bombardamenti siano stati il fattore decisivo nella resa del Giappone.
D’altra parte, i bombardamenti atomici di Hiroshima e Nagasaki sono ampiamente criticati. L’Istituto di Scienze Sociali e Umanistiche Militari del Ministero della Difesa vietnamita ha pubblicato studi che descrivono l’uso dell’Agente Arancio nella guerra del Vietnam come forma di guerra chimica, e ne discute la brutalità al pari dei bombardamenti atomici.

#### Paesi in conflitto con gli Stati Uniti
Anche nei paesi in conflitto diplomatico con gli Stati Uniti l'opinione è molto negativa. Nel 1959, Che Guevara, visitando Hiroshima, disse: "Voi giapponesi non vi arrabbiate per le atrocità commesse contro di voi dagli Stati Uniti?"
La Guida Suprema dell'Iran, Ali Khamenei, ha dichiarato: "Gli Stati Uniti sganciarono una bomba atomica sulla città di Hiroshima nell’agosto 1945, massacrando 100.000 persone in un istante. Un esercito tanto egemonico dimostra chiaramente che gli Stati Uniti sono moralmente corrotti, atei e privi di religione."
Nel 2009, il presidente venezuelano Hugo Chávez dichiarò in una conferenza congiunta con il presidente iraniano Mahmoud Ahmadinejad:
"Sono loro (gli Stati Uniti) quelli con le bombe atomiche, e ricordate che gli imperialisti yankee le sganciarono su Hiroshima e Nagasaki."
Aggiungendo che gli Stati Uniti avrebbero dovuto scusarsi per averle usate alla fine della Seconda guerra mondiale.

## Impatto negativo sulla politica estera e militare degli Stati Uniti
Lo scrittore ed economista francese Frédéric Saint Clair ha sottolineato che i bombardamenti atomici di Hiroshima e Nagasaki sono stati impressi nella strategia militare americana come un’esperienza "di successo", inducendo gli Stati Uniti ad agire sulla falsa convinzione che "sottomettere il nemico con la forza" sarebbe stato efficace anche in guerre successive —come la guerra del Vietnam e la guerra in Iraq— causando così conseguenze negative a lungo termine.
Anche lo storico americano del Giappone moderno, John Dower, ha evidenziato che la narrazione positiva degli Stati Uniti sull’occupazione del Giappone e sui bombardamenti atomici ha avuto conseguenze negative. Egli ha sostenuto che il Giappone probabilmente si sarebbe arreso anche senza un’invasione americana —purché gli Stati Uniti avessero accettato la continuazione dell’imperatore, cosa che alla fine fecero.
Dower ha inoltre criticato l’amministrazione Bush per aver promosso il Giappone come caso di successo della democratizzazione in un contesto non occidentale. Ha osservato che ciò non solo ignorava i continui e spesso controversi dibattiti interni in Giappone sul periodo dell’occupazione, ma non teneva conto delle enormi differenze tra il Giappone e l’Iraq. Nonostante tali differenze, l’amministrazione cercò di usare il Giappone come modello.
Come esempio, Dower ha osservato che il Giappone aveva già sperimentato sviluppi democratici, come la promulgazione della Costituzione Meiji dopo la Restaurazione Meiji e il periodo della Democrazia Taisho. Ha anche sottolineato l’isolamento geografico del Giappone come nazione insulare, la sua lunga storia di identità condivisa e la relativa assenza di divisioni sociali profonde basate sulla religione o sull’etnia.
Questa tendenza è proseguita fino al 2024, quando Lindsey Graham ha sostenuto che, poiché gli Stati Uniti sganciarono due bombe atomiche sul Giappone alla fine della Seconda guerra mondiale, anche Israele dovrebbe usare ogni tipo di bomba nella Striscia di Gaza. Alex Lo, un editorialista con sede a Hong Kong, ha scritto che l’élite dirigente americana sta perdendo la ragione, citando uno dopo l’altro crimini di guerra o genocidi americani per giustificare il genocidio israeliano. Anche Tim Walberg e Randy Fine hanno condiviso la stessa opinione e rilasciato dichiarazioni simili.

## Il bombardamento nella cultura di massa

### Musica
- Il brano musicale Trenodia alle vittime di Hiroshima di Krzysztof Penderecki fu scritto e arrangiato nel 1960, come reazione a un fatto ritenuto senza senso dal compositore polacco. Il 12 ottobre 1964 Penderecki scrisse: "Lasciate che la trenodia esprima la mia ferma convinzione che il sacrificio di Hiroshima non sarà mai dimenticato e perso".
- Hiroshima mon amour è il titolo di una canzone degli Ultravox del 1977. Quattro anni dopo, nel 1981, la band belga Poliphonic size realizzò il brano Nagasaki mon amour.
- Un altro brano Hiroshima mon amour è stato composto dal gruppo heavy metal statunitense Alcatrazz, nel loro album d'esordio No Parole from Rock N' Roll del 1983.
- Il gruppo di synth pop britannico Orchestral Manoeuvres in the Dark (OMD) realizzò nel 1980 il brano Enola Gay, suo maggior successo, denunciando la tragedia del bombardamento atomico.
- La Trinity Mass del compositore newyorkese James Yannatos, del 1984, è una messa da requiem ampliata, con intenti di compianto e monito, con testi in varie lingue sull'evento, comprese testimonianze di sopravvissuti. Il titolo è ripreso dal nome in codice che fu scelto da Robert Oppenheimer per il primo test della bomba atomica[119].
- Nel 1984, il gruppo musicale U2 pubblicò la canzone The Unforgettable Fire, brano dell'omonimo album, ispirata da una mostra d'arte dallo stesso nome sulle vittime del bombardamento atomico delle due città giapponesi, che si tenne presso The Peace Museum ("Museo della Pace") di Chicago.
- Il gruppo italiano Nomadi nel 1985 dedicò il brano Il pilota di Hiroshima a Claude Eatherly, l'ufficiale di uno degli aerei B-29 (soprannominato Straight flush, ovvero "Scala Reale") impegnati nella ricognizione meteo quella mattina su Hiroshima, che negli anni successivi alla bomba ebbe altresì rimorsi e forti disturbi mentali.
- La cantante tedesca Sandra Cretu nel 1990 incise e pubblicò come singolo la canzone-tributo Hiroshima.
- Il compositore Robert Steadman scrisse un pezzo musicale sia per cantanti sia per musica da camera intitolato Hibakusha Songs. Commissionato dall'Imperial War Museum North di Manchester, è stato eseguito per la prima volta nel 2005.
- Il gruppo britannico heavy metal degli Iron Maiden ha scritto una canzone che parla della bomba atomica intitolata Brighter than a thousand suns (Più luminosa di mille soli), contenuta nel loro album A Matter of Life and Death del 2006.
- Il gruppo di rock progressivo canadese dei Rush ha scritto una canzone intitolata The Manhattan Project, che descrive gli eventi che hanno portato al bombardamento di Hiroshima.
- Yōko Ono e Paul McCartney hanno dedicato alla memoria del terribile evento un brano sperimentale chiamato Hiroshima Sky (Is Always Blue), in cui suonano anche Sean Lennon (figlio di Yoko Ono e John Lennon), James McCartney (figlio di Linda Eastman e Paul McCartney) e Linda Eastman (moglie di Paul McCartney).
- Nella canzone Kenji di Fort Minor, che include anche delle testimonianze del padre e della zia di Mike Shinoda sui campi di internamento giapponesi[120], è indirettamente citato il bombardamento nei versi "That fifteen kiloton blast - put an end to the war pretty fast".

### Fumetto e animazione
- L'episodio 50 della serie anime L'Uomo Tigre è ambientato a Hiroshima e incentrato proprio sulla tragedia.
- Il manga Gen di Hiroshima parla dei bombardamenti.
- Zipang è un anime che illustra il viaggio indietro nel tempo fino alla seconda guerra mondiale di una moderna nave della Forza di Autodifesa Giapponese. La serie fornisce uno sguardo sulle condizioni di vita del tempo e sulla visione moderna del bombardamento da parte del popolo giapponese.
- Noboru Maeda, uno dei personaggi dell'anime e manga Rainbow, ambientato negli anni 1950, ha perso tutta la sua famiglia nel bombardamento atomico.
- Il bombardamento atomico su Nagasaki è al centro nell'episodio 11 della serie animata Highlander.

### Filmografia
- The Effects of the Atomic Bomb on Hiroshima and Nagasaki, regia di Sueo Ito - documentario (1946)
- Le campane di Nagasaki (film) (Nagasaki no Kane), regia di Hideo Ōba (1950)
- I bambini di Hiroshima (Genbaku no ko), regia di Kaneto Shindō (1952)
- Hiroshima, regia di Hideo Sekigawa (1953)
- Hiroshima mon amour, pellicola francese diretta da Alain Resnais e sceneggiata da Marguerite Duras (1959).
- Storia della bomba atomica, documentario Rai a episodi del 1963, di Virgilio Sabel e Giuseppe Berto
- Hiroshima 28 (Guang dao nian ba), regia di Kong Lung (1974)
- Hellfire: A Journey from Hiroshima, regia di Michael Camerini, John Junkerman e James MacDonald - documentario (1986)
- The Nucking of Hiroshima, regia di Yu-Hwang Lee (1986)
- Pioggia nera (Kuroi ame), regia di Shōhei Imamura (1989)
- L'ombra di mille soli (Fat Man and Little Boy), regia di Roland Joffé (1989)
- Hiroshima - Inferno di cenere (Hiroshima: Out of the Ashes), regia di Peter Werner - film TV (1990)
- Rapsodia in agosto (Hachigatsu no kyōshikyoku), regia di Akira Kurosawa (1991)
- Hiroshima, regia di Koreyoshi Kurahara e Roger Spottiswoode - film TV (1995)
- Spirit of Hiroshima, regia di Geoffrey Poister - documentario (1996)
- Ulisse - Il piacere della scoperta - serie televisiva documentaristica Rai di Alberto Angela, puntate 6x09-6x10 (2005), puntata speciale stagione 2016, più uno speciale nel 2025 in occasione dell'80° anniversario
- Hiroshima, regia di Paul Wilmshurst - documentario TV (2005)
- Hiroshima Nagasaki Download, regia di Shinpei Takeda - documentario (2011)
- Hiroshima Bound, regia di Martin Lucas - documentario (2014)
- Hiroshima: The Aftermath, regia di Lucy van Beek - documentario (2015)
- Message from Hiroshima, regia di Masaaki Tanabe - documentario (2015)
- The Vow from Hiroshima, regia di Susan C. Strickler - documentario (2020)
- Ep.20 di 1939-1945: La II guerra mondiale - La guerra finisce a Hiroshima e Nagasaki; serie documentaristica televisiva Rai del 2020, con Paolo Mieli e Carlo Lucarelli
- Oppenheimer, regia di Christopher Nolan (2023) - sebbene non incentrato specificatamente su Hiroshima e Nagasaki, il film segue le vicende del Progetto Manhattan, delle ricerche svolte al laboratorio di Los Alamos e del suo direttore, il fisico Robert Oppenheimer, nonché la crisi di coscienza di quest'ultimo in seguito al bombardamento e il suo rifiuto di contribuire allo sviluppo della bomba all'idrogeno.
- Hiroshima:1945, documentario Mediawan francese di 60 minuti del 2024

### Altro
- La storia di Sadako Sasaki, una giovane superstite del bombardamento di Hiroshima a cui venne diagnosticata la leucemia, è stata raccontata in diversi libri e film. I più conosciuti di questi lavori è stato il libro di Eleanor Coerr Sadako and the Thousand Paper Cranes (Sadako e le mille gru di carta), e quello di Karl Bruckner Sadako Will Leben (Sadako vuole vivere, pubblicato in Italia come Il gran sole di Hiroscima). Sasaki, confinata in un ospedale a causa delle sue precarie condizioni di salute, creò 989 origami, così come vuole un'antica leggenda giapponese, che vuole che il creatore di mille gru di carta possa esprimere un desiderio prima di morire.
- Hiroshima, di Daniele Santoro, è il titolo di una cronistoria poetica nei luoghi dell'inferno atomico.
- L'artista polacco Leszek Nowosielski dedicò all'evento una composizione in ceramica, esposta presso il Centro della memoria di Hiroshima a Tokyo.
- Gli artisti Stephen Moore e Ann Rosenthal hanno esaminato sessant'anni di vita all'ombra della bomba nel loro progetto pluridecennale Infinity City e nel loro sito web documentano il loro viaggio nei siti storici dei tre continenti, esplorando le espressioni artistiche sull'eredità nucleare statunitense.

### Descrizione del bombardamento
- Memorie degli americani che andarono ad Hiroshima, su archives.seattletimes.nwsource.com. URL consultato il 30 aprile 2006 (archiviato dall'url originale il 31 ottobre 2007).
- Michihiko Hachiya, Diario di Hiroshima, 6 agosto - 30 settembre 1945, traduzione di Francesco Saba Sardi, Milano, Feltrinelli, 1955.
- (EN) John Hersey, Hiroshima, New York, A.A. Knopf, 1946, ISBN 0-679-72103-7.
- (EN) Masuji Ibuse, Black Rain, ISBN 0-87011-364-X.
- (EN) Toyofumi Ogura, Letters from the End of the World: A Firsthand Account of the Bombing of Hiroshima, ISBN 4-7700-2776-1.
- (EN) Gaynor Sekimori, Hibakusha: Survivors of Hiroshima and Nagasaki, 1986, ISBN 4-333-01204-X.
- (EN) Charles Sweeney, War's End: An Eyewitness Account of America's Last Atomic Mission, ISBN 0-380-97349-9.
- (EN) Kyoko Selden, The Atomic Bomb: Voices from Hiroshima and Nagasaki (Japan in the Modern World), ISBN 0-87332-773-X.
- Nagai Paolo Takashi, Le campane di Nagasaki, traduzione di Maria Pia Miège, prefazione di Matteo Luteriani, Luni Editrice, 2014, ISBN 9788879844246.
- Karl Bruckner, Il gran sole di Hiroscima, Firenze, Giunti Marzocco, 1962.
- Kenzaburo Oe, Note su Hiroshima, traduzione di Gianluca Coci, Padova, Alet, 2008, ISBN 9788875200503.

### Storia degli eventi
- (EN) Gar Alperovitz, The Decision to Use the Atomic Bomb'and the Architecture of an American Myth, New York, Alfred A. Knopf, 1995.
- (EN) Samuel Eliot Morison, History of United States Naval Operations in World War II, vol. 14. Victory in the Pacific 1945, Boston, Little, Brown & Co., 1960,  p. 345.
- Alberto Santoni, Storia e politica navale dell'età contemporanea,, Roma, Ufficio storico della Marina Militare, 1993,  p. 350.
- (EN) Robert Jay Lifton e Greg Mitchell, Hiroshima in America: A Half Century of Denial, ISBN 0-615-00709-0.
- (EN) Comitato per la compilazione dei danni materiali causati dalle bombe atomiche di Hiroshima e Nagasaki, Hiroshima and Nagasaki: The Physical, Medical, and Social Effects of the Atomic Bombings, ISBN 0-465-02985-X.
- (EN) William Craig, The Fall of Japan, New York, Dell, 1968.
- (EN) Richard B. Frank, Downfall: The End of the Imperial Japanese Empire, New York, Random House, 1999, ISBN 0-14-100146-1.
- (EN) Michael J. Hogan (a cura di), Hiroshima in History and Memory, Cambridge University Press, 1996.
- (EN) Fletcher Knebel e Charles W. Bailey, No High Ground, New York, Harper and Row, 1960.
- (EN) Robert Jungk, Brighter Than a Thousand Suns: A Personal History of the Atomic Scientists, New York, Harcourt Brace, & Co., 1958.
- (EN) Pacific War Research Society, Japan's Longest Day, Tokyo, Kodansha International, 2002, ISBN 4-7700-2887-3.
- (EN) Richard Rhodes, L'invenzione della bomba atomica, Milano, Rizzoli, 2005  [1986], ISBN 9788817007191.
- (EN) Gordon Thomas e Max Morgan-Witts, Enola Gay: Mission to Hiroshima, New York, Stein and Day, 1977.
- (EN) J. Samuel Walker, Prompt and Utter Destruction: President Truman and the Use of Atomic Bombs Against Japan, University of North Carolina Press, 1977, ISBN 9780807846629.
- (EN) Stephen Walker, Shockwave: Countdown to Hiroshima, New York, HarperCollins, 2005, ISBN 0-06-074284-4.
- (EN) Stanley Weintraub, The Last, Great Victory: The End of World War II, July/August 1945, New York, Truman Talley, 1996, ISBN 9780452270633.
- (EN) U.S. Strategic Bombing Survey, The Effects of the Atomic Bombings of Hiroshima and Nagasaki, in President's Secretary's File, Truman Papers, Harry S. Truman Presidential Library and Museum, 19 giugno 1946. URL consultato il 24 aprile 2014 (archiviato dall'url originale il 4 gennaio 2014).

### Dibattito sul bombardamento e sul suo significato
- (EN) Thomas B. Allen e Norman Polmar, Code-Name Downfall: The Secret Plan to Invade Japan- And Why Truman Dropped the Bomb, New York, Simon & Schuster, 1995, ISBN 0-684-80406-9.
- Gar Alperovitz, Un asso nella manica. La diplomazia atomica americana: Potsdam e Hiroshima, Torino, Einaudi, 1965.
- (EN) Barton J. Bernstein, The Atomic Bomb: The Critical Issues, New York, Little-Brown, 1976.
- (EN) Kai Bird e Martin J. Sherwin, American Prometheus: The Triumph and Tragedy of J. Robert Oppenheimer, New York, Alfred A. Knopf, 2005, ISBN 0-375-41202-6.
- Annarita Curcio, Le icone di Hiroshima. Fotografie, storia e memoria, Roma, Postcart, 2011.
- (EN) Herbert Feis, Japan Subdued: The Atomic Bomb and the End of the War in the Pacific, Princeton University Press, 1961.
- (EN) Paul Fussell, Thank God for the Atom Bomb, New York, Ballantine Books, 1981, ISBN 0-345-36135-0.
- (EN) Tsuyoshi Hasegawa, Racing the Enemy: Stalin, Truman, and the Surrender of Japan, Cambridge, Massachusetts, Belknap Press, Harvard University, 2005, ISBN 0-674-01693-9.
- (EN) Robert James Maddox, Weapons for Victory: The Hiroshima Decision, Columbia, University of Missouri Press, 1995.
- (EN) Robert P. Newman, Truman and the Hiroshima Cult, Michigan State University Press, 1995.
- (EN) Philip Nobile (a cura di), Judgement at the Smithsonian, New York, Marlowe & Co., 1995, ISBN 1-56924-841-9.
- (EN) Ronald Takaki, Hiroshima: Why America Dropped the Atomic Bomb, Boston, Little, Brown & Co., 1995, ISBN 0-316-83124-7.
- Giampaolo Valdevit, La guerra nucleare. Da Hiroshima alla difesa antimissile, collana Testimonianze fra cronaca e storia, Milano, Mursia, 2010, ISBN 9788842544036.

### Bombardamento atomico e letteratura
- Gustav-Adolf Pogatschnigg (a cura di), Dopo Hiroshima. Esperienza e rappresentazione letteraria, Verona, Ombre Corte, 2008, ISBN 88-95366-20-4.
- Günther Anders, L'ultima vittima di Hiroshima. Il carteggio con Claude Eatherly, il pilota della bomba atomica, a cura di Micaela Latini, Introduzione di Robert Jungk, prefazione di Bertrand Russell, Milano-Udine, Mimesis, 2016, ISBN 978-88-575-3264-6.